# Alegeri locale în România, 2012
Alegerile locale din 2012 în România au avut loc la data de 10 iunie 2012. Inițial, guvernul Ungureanu a încercat comasarea alegerilor locale cu cele parlamentare (sau alegerile legislative) din toamnă. Opoziția (Uniunea Social-Liberală/USL pe scurt) a protestat împotriva comasării alegerilor locale și parlamentare, susținând că această încercare ar fi neconstituțională. Curtea Constituțională s-a pronunțat împotriva comasării alegerilor. Alegerile parlamentare au avut avea loc separat. S-a folosit sistemul de alegere dintr-un singur tur al președinților CJ (introdus în 2007 de guvernul Tăriceanu) și a primarilor (adoptat la data de 31 mai 2011 de guvernul Boc I).

## Categoriile de vot

### În București
În cadrul alegerilor locale din 2012, românii cu drept de vot care au domiciliul stabil în București au putut vota:
- consiliile locale de sector
- consiliul general al municipiului București
- primarii celor 6 sectoare
- primarul general al Capitalei

### În afara Bucureștiului
În cadrul alegerilor locale din 2012, care au avut loc pe 10 iunie, românii cu drept de vot care nu au domiciliul stabil în București au putut alege prin vot:
- primarii comunelor, orașelor și municipiilor;
- consilierii locali din comune, orașe și municipii;
- consilierii județeni din cele 41 de județe;
- președinții consiliilor județene.

## Rezultate
La alegerile locale din 10 iunie au participat 97 de partide politice, alianțe politice, alianțe electorale și organizații ale cetățenilor care aparțin minorităților naționale. Conform Biroului Electoral Central Arhivat în 2 septembrie 2013, la Wayback Machine., la vot au fost așteptați aproximativ 18.313.440 de votanți români
. Au fost votați președinții a 41 de consilii județene, 3.187 de primari, 1.338 membri ai consiliilor județene și 40.311 de membri ai consiliilor locale.

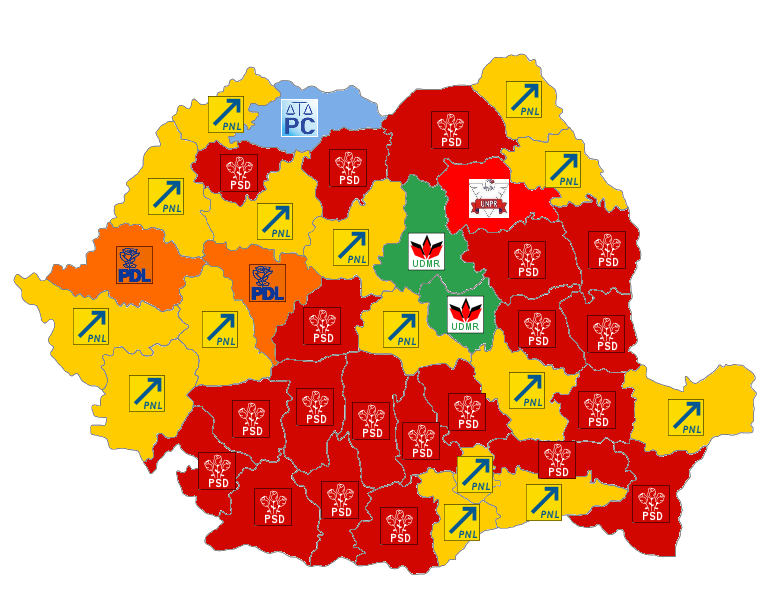
Apartenența politică a președinților de consilii județene

### Președinți de consilii județene aleși pe partide

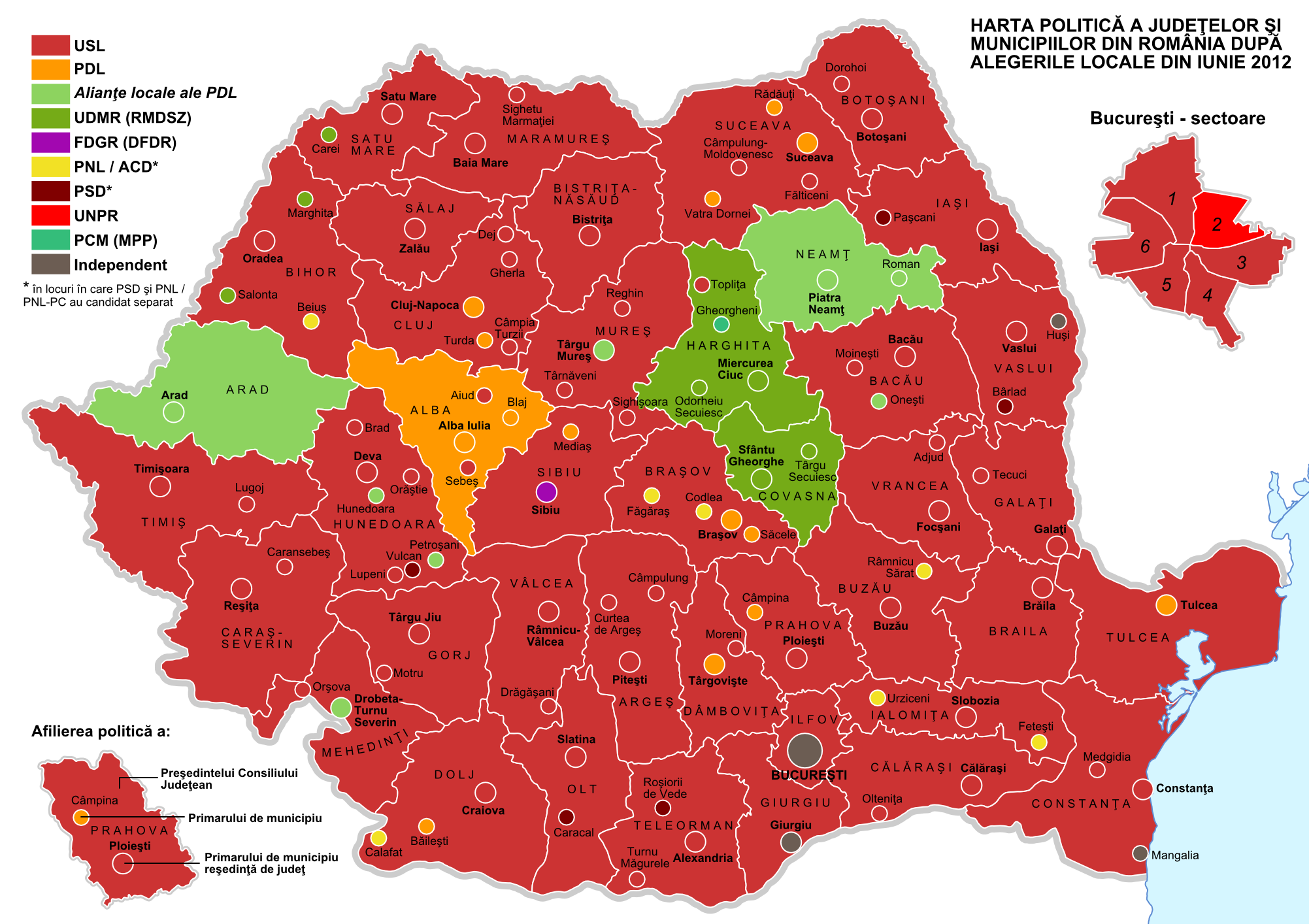
Harta alegerilor

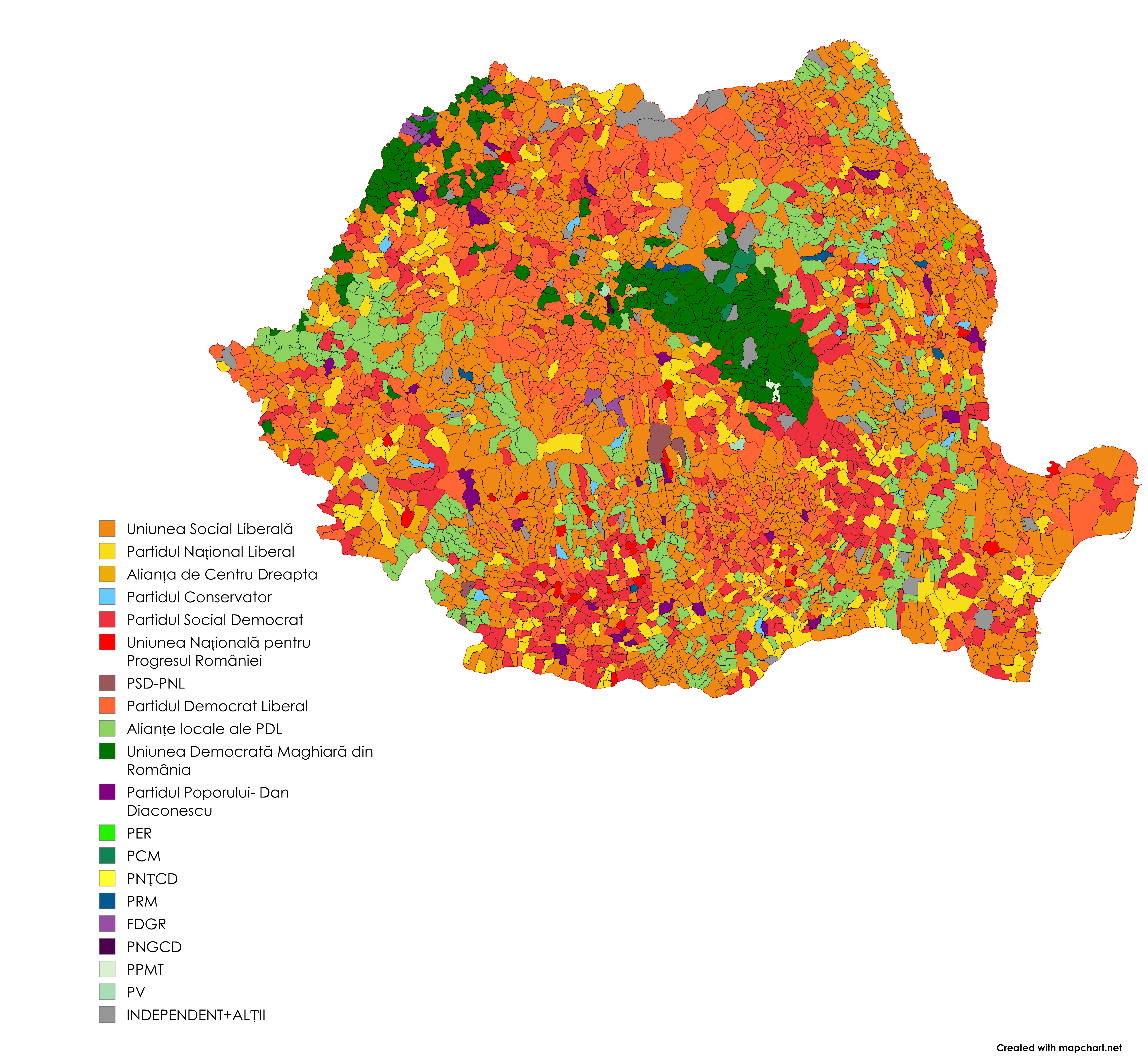
Culoarea politică a primarilor în urma alegerilor locale.

|  | Partid                                      | Președinți de consilii județene |
|  | ------------------------------------------- | ------------------------------- |
|  | Partidul Social Democrat                    | 20                              |
|  | Partidul Național Liberal                   | 15                              |
|  | Partidul Democrat Liberal                   | 2                               |
|  | Uniunea Democrată Maghiară din România      | 2                               |
|  | Partidul Conservator                        | 1                               |
|  | Uniunea Națională pentru Progresul României | 1                               |

| Partid                                                                                        | Partid                                                 | Partid                                                 | Partid                                                 | Președinți de consilii județene | Președinți de consilii județene | Președinți de consilii județene | Primari    | Primari | Primari | Consilieri locali | Consilieri locali | Consilieri locali | Consilieri județeni | Consilieri județeni | Consilieri județeni |
| Partid                                                                                        | Partid                                                 | Partid                                                 | Partid                                                 | Voturi                          | %                               | Locuri                          | Voturi     | %       | Locuri  | Voturi            | %                 | Locuri            | Voturi              | %                   | Locuri              |
| --------------------------------------------------------------------------------------------- | ------------------------------------------------------ | ------------------------------------------------------ | ------------------------------------------------------ | ------------------------------- | ------------------------------- | ------------------------------- | ---------- | ------- | ------- | ----------------- | ----------------- | ----------------- | ------------------- | ------------------- | ------------------- |
|                                                                                               | Uniunea Social-Liberală (USL)                          | Uniunea Social-Liberală (USL)                          | Uniunea Social-Liberală (USL)                          | 4.497.823                       | 45,85                           | 36                              | 2.782.792  | 33,99   | 1.351   | 2.630.123         | 32,74             | 13.415            | 4.203.007           | 49,68               | 723                 |
|                                                                                               | Partidul Social Democrat (PSD)                         | Partidul Social Democrat (PSD)                         | -                                                      | -                               | (22)                            | 731.597                         | 8,93       | 378     | 682.378 | 8,49              | 4.110             | 8.666             | 0,10                | 3                   |                     |
|                                                                                               | Alianța de Centru-Dreapta (ACD)                        | Alianța de Centru-Dreapta (ACD)                        | -                                                      | -                               | -                               | 52.938                          | 0,64       | 27      | 43.532  | 0,54              | 244               | -                 | -                   | -                   |                     |
|                                                                                               | Partidul Național Liberal (PNL)                        | 9.249                                                  | 0,09                                                   | (13)                            | 586.050                         | 7,15                            | 264        | 532.488 | 6,63    | 3.150             | 4.755             | 0,05              | 2                   |                     |                     |
|                                                                                               | Partidul Conservator (PC)                              | -                                                      | -                                                      | (1)                             | 62.591                          | 0,76                            | 15         | 69.687  | 0,86    | 386               | 611               | 0,00              | 0                   |                     |                     |
|                                                                                               | Partidul Democrat Liberal (PDL)                        | Partidul Democrat Liberal (PDL)                        | Partidul Democrat Liberal (PDL)                        | 1.481.319                       | 15,10                           | (2) 1                           | 1.241.802  | 15,17   | 498     | 1.116.312         | 13,89             | 6.354             | 1.289.680           | 15,24               | 212                 |
|                                                                                               | Alianțele Partidului Democrat Liberal (PDL)            | Alianțele Partidului Democrat Liberal (PDL)            | Alianțele Partidului Democrat Liberal (PDL)            | 736.088                         | 7,43                            | 2                               |            |         | 297     |                   |                   | 3.647             |                     |                     | 135                 |
|                                                                                               | Partidul Poporului – Dan Diaconescu (PP-DD)            | Partidul Poporului – Dan Diaconescu (PP-DD)            | Partidul Poporului – Dan Diaconescu (PP-DD)            | 906.068                         | 9,23                            | 0                               | 577.195    | 7,05    | 31      | 668.234           | 8,32              | 3.126             | 757.194             | 8,95                | 134                 |
|                                                                                               | Uniunea Democrată Maghiară din România (UDMR/RMDSZ)    | Uniunea Democrată Maghiară din România (UDMR/RMDSZ)    | Uniunea Democrată Maghiară din România (UDMR/RMDSZ)    | 485.666                         | 4,95                            | 2                               | 400.627    | 4,89    | 203     | 435.205           | 5,41              | 2.261             | 473.783             | 5,60                | 88                  |
|                                                                                               | Uniunea Națională pentru Progresul României (UNPR)     | Uniunea Națională pentru Progresul României (UNPR)     | Uniunea Națională pentru Progresul României (UNPR)     | 199.372                         | 2.03                            | (1)                             | 205.274    | 2,50    | 25      | 218.465           | 2,72              | 1.005             | 204.083             | 2,41                | 13                  |
|                                                                                               | Partidul România Mare (PRM)                            | Partidul România Mare (PRM)                            | Partidul România Mare (PRM)                            | 168.096                         | 1,71                            | 0                               | 107.431    | 1,31    | 7       | 172.114           | 2,14              | 600               | 170.667             | 2,01                | 0                   |
|                                                                                               | Partidul Ecologist Român (PER)                         | Partidul Ecologist Român (PER)                         | Partidul Ecologist Român (PER)                         | 68.294                          | 0,69                            | 0                               | 34.227     | 0,41    | 3       | 59.883            | 0,74              | 185               | 82.581              | 0,97                | 2                   |
|                                                                                               | Partidul Verde (PV)                                    | Partidul Verde (PV)                                    | Partidul Verde (PV)                                    | 86.016                          | 0,87                            | 0                               | 24.131     | 0,29    | 2       | 39.199            | 0,48              | 124               | 63.508              | 0,75                | 0                   |
|                                                                                               | Forumul Democrat al Germanilor din România (FDGR/DFDR) | Forumul Democrat al Germanilor din România (FDGR/DFDR) | Forumul Democrat al Germanilor din România (FDGR/DFDR) | 69.457                          | 0,70                            | 0                               | 15.540     | 0,18    | 9       | 18.847            | 0,23              | 72                | 62.085              | 0,73                | 11                  |
|                                                                                               | Partidul Național Țărănesc Creștin Democrat (PNȚCD)    | Partidul Național Țărănesc Creștin Democrat (PNȚCD)    | Partidul Național Țărănesc Creștin Democrat (PNȚCD)    | 32.784                          | 0,33                            | 0                               | 19.910     | 0,24    | 3       | 38.549            | 0,47              | 142               | 44.733              | 0,52                | 0                   |
|                                                                                               | Partidul Noua Generație-Creștin Democrat (PNG-CD)      | Partidul Noua Generație-Creștin Democrat (PNG-CD)      | Partidul Noua Generație-Creștin Democrat (PNG-CD)      | 8.377                           | 0,09                            | 0                               | 12.033     | 0,14    | 1       | 26.381            | 0,32              | 108               | 17.702              | 0,20                | 0                   |
|                                                                                               | Alte partide                                           | Alte partide                                           | Alte partide                                           | 1.060.648                       | 10,93                           | 0                               | 1.331.402  | 16,26   | 66      | 1.280.049         | 16,02             | 1.293             | 1.077.031           | 12,79               | 15                  |
| Total: 18.313.440 de votanți așteptați                                                        | Total: 18.313.440 de votanți așteptați                 | Total: 18.313.440 de votanți așteptați                 | Total: 18.313.440 de votanți așteptați                 | 9.809.257                       | 100                             | 41                              | 10.802.641 | 100     | 3.180   | 10.629.832        | 100               | 40.222            | 8.910.442           | 100                 | 1.338               |
| Sursa: Biroul Electoral Central (Rezultate parțiale 12.06.2012, ora 18); BEC Rezultate finale |                                                        |                                                        |                                                        |                                 |                                 |                                 |            |         |         |                   |                   |                   |                     |                     |                     |

## Situația pe județe și municipii

### Județul Alba
Președinte al Consiliului Județean Alba ales prin vot este Dumitrel Ion de la PDL.

Consiliul Județean Alba
Componența Consiliului Județean Alba este de 32 de consilieri:
|       | Partid                              | Consilieri | Componența Consiliului | Componența Consiliului | Componența Consiliului | Componența Consiliului | Componența Consiliului | Componența Consiliului | Componența Consiliului | Componența Consiliului | Componența Consiliului | Componența Consiliului | Componența Consiliului | Componența Consiliului | Componența Consiliului | Componența Consiliului | Componența Consiliului |
| ----- | ----------------------------------- | ---------- | ---------------------- | ---------------------- | ---------------------- | ---------------------- | ---------------------- | ---------------------- | ---------------------- | ---------------------- | ---------------------- | ---------------------- | ---------------------- | ---------------------- | ---------------------- | ---------------------- | ---------------------- |
| 46,9% | Partidul Democrat Liberal           | 15         |                        |                        |                        |                        |                        |                        |                        |                        |                        |                        |                        |                        |                        |                        |                        |
| 43,7% | Uniunea Social-Liberală             | 14         |                        |                        |                        |                        |                        |                        |                        |                        |                        |                        |                        |                        |                        |                        |                        |
| 9,4%  | Partidul Poporului – Dan Diaconescu | 3          |                        |                        |                        |                        |                        |                        |                        |                        |                        |                        |                        |                        |                        |                        |                        |

#### Municipiul Alba Iulia
Primarul municipiului ales prin vot este Mircea Hava de la PDL:
| Partidul Democrat Liberal | Mircea Hava     | 15.734 | 49,61% |
| Uniunea Social-Liberală   | Dragomir Daniel | 11.538 | 36,32% |

Consiliul Local Alba Iulia 

Componența Consiliului Local Alba Iulia este de 21 de consilieri:
|       | Partid                              | Consilieri | Componența Consiliului | Componența Consiliului | Componența Consiliului | Componența Consiliului | Componența Consiliului | Componența Consiliului | Componența Consiliului | Componența Consiliului | Componența Consiliului | Componența Consiliului |
| ----- | ----------------------------------- | ---------- | ---------------------- | ---------------------- | ---------------------- | ---------------------- | ---------------------- | ---------------------- | ---------------------- | ---------------------- | ---------------------- | ---------------------- |
| 47,6% | Partidul Democrat Liberal           | 10         |                        |                        |                        |                        |                        |                        |                        |                        |                        |                        |
| 42,9% | Uniunea Social-Liberală             | 9          |                        |                        |                        |                        |                        |                        |                        |                        |                        |                        |
| 9,5%  | Partidul Poporului – Dan Diaconescu | 2          |                        |                        |                        |                        |                        |                        |                        |                        |                        |                        |

### Județul Arad
Președintele Consiliului Județean ales este Nicolae Ioțcu de la PDL.

Consiliul Județean Arad
Componența Consiliului Județean Arad (32 de consilieri):
| %     | Partid                                      | Consilieri | Componența Consiliului | Componența Consiliului | Componența Consiliului | Componența Consiliului | Componența Consiliului | Componența Consiliului | Componența Consiliului | Componența Consiliului | Componența Consiliului | Componența Consiliului | Componența Consiliului | Componența Consiliului | Componența Consiliului | Componența Consiliului |
| ----- | ------------------------------------------- | ---------- | ---------------------- | ---------------------- | ---------------------- | ---------------------- | ---------------------- | ---------------------- | ---------------------- | ---------------------- | ---------------------- | ---------------------- | ---------------------- | ---------------------- | ---------------------- | ---------------------- |
| 43,7% | Uniunea Social-Liberală                     | 14         |                        |                        |                        |                        |                        |                        |                        |                        |                        |                        |                        |                        |                        |                        |
| 40,6% | Mișcarea Creștin Liberală(PDL+PER)          | 13         |                        |                        |                        |                        |                        |                        |                        |                        |                        |                        |                        |                        |                        |                        |
| 9,4%  | Partidul Poporului – Dan Diaconescu         | 3          |                        |                        |                        |                        |                        |                        |                        |                        |                        |                        |                        |                        |                        |                        |
| 6,3%  | Uniunea Democrată a Maghiarilor din România | 2          |                        |                        |                        |                        |                        |                        |                        |                        |                        |                        |                        |                        |                        |                        |

#### Municipiul Arad
Primarul municipiului ales prin vot este Gheorghe Falcă de la PDL:
| Mișcarea Creștin Liberală(PDL+PER) | Gheorghe Falcă | 32.900 | 47,31% |
| Uniunea Social-Liberală            | Ardelean Lia   | 20.148 | 28,97% |

Consiliul Local Arad 

Componența Consiliului Local Arad este de 23 de consilieri:
|       | Partid                                      | Consilieri | Componența Consiliului | Componența Consiliului | Componența Consiliului | Componența Consiliului | Componența Consiliului | Componența Consiliului | Componența Consiliului | Componența Consiliului | Componența Consiliului | Componența Consiliului |
| ----- | ------------------------------------------- | ---------- | ---------------------- | ---------------------- | ---------------------- | ---------------------- | ---------------------- | ---------------------- | ---------------------- | ---------------------- | ---------------------- | ---------------------- |
| 43,5% | Mișcarea Creștin Liberală(PDL+PER)          | 10         |                        |                        |                        |                        |                        |                        |                        |                        |                        |                        |
| 39,1% | Uniunea Social-Liberală                     | 9          |                        |                        |                        |                        |                        |                        |                        |                        |                        |                        |
| 8,7%  | Partidul Poporului – Dan Diaconescu         | 2          |                        |                        |                        |                        |                        |                        |                        |                        |                        |                        |
| 8,7%  | Uniunea Democrată a Maghiarilor din România | 2          |                        |                        |                        |                        |                        |                        |                        |                        |                        |                        |

### Județul Argeș
Președinte al Consiliului Județean Argeș ales prin vot este Constantin Nicolaescu de la PSD.

Consiliul Județean Arges
Componența Consiliului Județean Arges este de 34 de consilieri:
| 67,6% | Uniunea Social-Liberală             | 23 |  |  |  |  |  |  |  |  |  |  |  |  |  |  |  |  |  |  |  |  |
| 20,6% | Partidul Democrat Liberal           | 7  |  |  |  |  |  |  |  |  |  |  |  |  |  |  |  |  |  |  |  |  |
| 11,8% | Partidul Poporului – Dan Diaconescu | 4  |  |  |  |  |  |  |  |  |  |  |  |  |  |  |  |  |  |  |  |  |

#### Municipiul Pitești
Primarul municipiului ales prin vot este Tudor Pendiuc de la PSD:
| Uniunea Social-Liberală   | Tudor Pendiuc   | 47.994 | 69,25% |
| Partidul Democrat Liberal | Dragomir Daniel | 11.908 | 17,18% |

Consiliul Local Pitești 

Componența Consiliului Local Pitești este de 23 de consilieri:
| %     | Partid                              | Consilieri | Componența Consiliului | Componența Consiliului | Componența Consiliului | Componența Consiliului | Componența Consiliului | Componența Consiliului | Componența Consiliului | Componența Consiliului | Componența Consiliului | Componența Consiliului | Componența Consiliului | Componența Consiliului | Componența Consiliului | Componența Consiliului | Componența Consiliului | Componența Consiliului |
| ----- | ----------------------------------- | ---------- | ---------------------- | ---------------------- | ---------------------- | ---------------------- | ---------------------- | ---------------------- | ---------------------- | ---------------------- | ---------------------- | ---------------------- | ---------------------- | ---------------------- | ---------------------- | ---------------------- | ---------------------- | ---------------------- |
| 69,6% | Uniunea Social-Liberală             | 16         |                        |                        |                        |                        |                        |                        |                        |                        |                        |                        |                        |                        |                        |                        |                        |                        |
| 17,4% | Partidul Democrat Liberal           | 4          |                        |                        |                        |                        |                        |                        |                        |                        |                        |                        |                        |                        |                        |                        |                        |                        |
| 13%   | Partidul Poporului – Dan Diaconescu | 3          |                        |                        |                        |                        |                        |                        |                        |                        |                        |                        |                        |                        |                        |                        |                        |                        |

### Județul Bacău
Președintele Consiliului Județean ales este Dragoș Benea de la USL.
Consiliul Județean Bacău
Componența Consiliului Județean Bacău (36 de consilieri):
|       | Partid                              | Consilieri | Componența Consiliului | Componența Consiliului | Componența Consiliului | Componența Consiliului | Componența Consiliului | Componența Consiliului | Componența Consiliului | Componența Consiliului | Componența Consiliului | Componența Consiliului | Componența Consiliului | Componența Consiliului | Componența Consiliului | Componența Consiliului | Componența Consiliului | Componența Consiliului | Componența Consiliului | Componența Consiliului | Componența Consiliului | Componența Consiliului | Componența Consiliului | Componența Consiliului |
| ----- | ----------------------------------- | ---------- | ---------------------- | ---------------------- | ---------------------- | ---------------------- | ---------------------- | ---------------------- | ---------------------- | ---------------------- | ---------------------- | ---------------------- | ---------------------- | ---------------------- | ---------------------- | ---------------------- | ---------------------- | ---------------------- | ---------------------- | ---------------------- | ---------------------- | ---------------------- | ---------------------- | ---------------------- |
| 61,1% | Uniunea Social-Liberală             | 22         |                        |                        |                        |                        |                        |                        |                        |                        |                        |                        |                        |                        |                        |                        |                        |                        |                        |                        |                        |                        |                        |                        |
| 19,4% | Partidul Democrat Liberal           | 7          |                        |                        |                        |                        |                        |                        |                        |                        |                        |                        |                        |                        |                        |                        |                        |                        |                        |                        |                        |                        |                        |                        |
| 14%   | Partidul Poporului – Dan Diaconescu | 5          |                        |                        |                        |                        |                        |                        |                        |                        |                        |                        |                        |                        |                        |                        |                        |                        |                        |                        |                        |                        |                        |                        |
| 5,5%  | Partidul Ecologist Român            | 2          |                        |                        |                        |                        |                        |                        |                        |                        |                        |                        |                        |                        |                        |                        |                        |                        |                        |                        |                        |                        |                        |                        |

#### Municipiul Bacău
Romeo Stavarache de la USL a obținut un nou mandat de primar al municipiului.
| Uniunea Social-Liberală | Romeo Stavarache   | 43.982 | 57,92% |
| Candidat independent    | Dumitru Sechelariu | 10.695 | 14,08% |

Consiliul Local Bacău
Componența Consiliului Local Bacău (23 de consilieri):
|     | Partid                              | Consilieri | Componența Consiliului | Componența Consiliului | Componența Consiliului | Componența Consiliului | Componența Consiliului | Componența Consiliului | Componența Consiliului | Componența Consiliului | Componența Consiliului | Componența Consiliului | Componența Consiliului | Componența Consiliului | Componența Consiliului | Componența Consiliului |
| --- | ----------------------------------- | ---------- | ---------------------- | ---------------------- | ---------------------- | ---------------------- | ---------------------- | ---------------------- | ---------------------- | ---------------------- | ---------------------- | ---------------------- | ---------------------- | ---------------------- | ---------------------- | ---------------------- |
| 61% | Uniunea Social-Liberală             | 14         |                        |                        |                        |                        |                        |                        |                        |                        |                        |                        |                        |                        |                        |                        |
| 13% | Partidul Democrat Liberal           | 3          |                        |                        |                        |                        |                        |                        |                        |                        |                        |                        |                        |                        |                        |                        |
| 13% | Partidul Ecologist Român            | 3          |                        |                        |                        |                        |                        |                        |                        |                        |                        |                        |                        |                        |                        |                        |
| 13% | Partidul Poporului – Dan Diaconescu | 3          |                        |                        |                        |                        |                        |                        |                        |                        |                        |                        |                        |                        |                        |                        |

### Județul Bihor
Președintele Consiliului Județean ales este Cornel Popa de la USL.
Consiliul Județean Bihor
Componența Consiliului Județean Bihor (34 de consilieri):
|       | Partid                                      | Consilieri | Componența Consiliului | Componența Consiliului | Componența Consiliului | Componența Consiliului | Componența Consiliului | Componența Consiliului | Componența Consiliului | Componența Consiliului | Componența Consiliului | Componența Consiliului | Componența Consiliului | Componența Consiliului | Componența Consiliului | Componența Consiliului | Componența Consiliului | Componența Consiliului | Componența Consiliului | Componența Consiliului |
| ----- | ------------------------------------------- | ---------- | ---------------------- | ---------------------- | ---------------------- | ---------------------- | ---------------------- | ---------------------- | ---------------------- | ---------------------- | ---------------------- | ---------------------- | ---------------------- | ---------------------- | ---------------------- | ---------------------- | ---------------------- | ---------------------- | ---------------------- | ---------------------- |
| 52,9% | Uniunea Social-Liberală                     | 18         |                        |                        |                        |                        |                        |                        |                        |                        |                        |                        |                        |                        |                        |                        |                        |                        |                        |                        |
| 20,6% | Uniunea Democrată a Maghiarilor din România | 7          |                        |                        |                        |                        |                        |                        |                        |                        |                        |                        |                        |                        |                        |                        |                        |                        |                        |                        |
| 20,6% | Partidul Democrat Liberal                   | 7          |                        |                        |                        |                        |                        |                        |                        |                        |                        |                        |                        |                        |                        |                        |                        |                        |                        |                        |
| 5,9%  | Partidul Poporului – Dan Diaconescu         | 2          |                        |                        |                        |                        |                        |                        |                        |                        |                        |                        |                        |                        |                        |                        |                        |                        |                        |                        |

#### Municipiul Oradea
Ilie Bolojan de la USL este reales primar al municipiului.
| Uniunea Social-Liberală                | Ilie Bolojan | 62.783 | 66,07% |
| Uniunea Democrată Maghiară din România | Cseke Attila | 17.928 | 18,86% |

Consiliul Local Oradea
Componența Consiliului Local Oradea (27 de consilieri):
|       | Partid                                      | Consilieri | Componența Consiliului | Componența Consiliului | Componența Consiliului | Componența Consiliului | Componența Consiliului | Componența Consiliului | Componența Consiliului | Componența Consiliului | Componența Consiliului | Componența Consiliului | Componența Consiliului | Componența Consiliului | Componența Consiliului | Componența Consiliului | Componența Consiliului | Componența Consiliului | Componența Consiliului | Componența Consiliului |
| ----- | ------------------------------------------- | ---------- | ---------------------- | ---------------------- | ---------------------- | ---------------------- | ---------------------- | ---------------------- | ---------------------- | ---------------------- | ---------------------- | ---------------------- | ---------------------- | ---------------------- | ---------------------- | ---------------------- | ---------------------- | ---------------------- | ---------------------- | ---------------------- |
| 66,7% | Uniunea Social-Liberală                     | 18         |                        |                        |                        |                        |                        |                        |                        |                        |                        |                        |                        |                        |                        |                        |                        |                        |                        |                        |
| 22,2% | Uniunea Democrată a Maghiarilor din România | 6          |                        |                        |                        |                        |                        |                        |                        |                        |                        |                        |                        |                        |                        |                        |                        |                        |                        |                        |
| 11,1% | Partidul Democrat Liberal                   | 3          |                        |                        |                        |                        |                        |                        |                        |                        |                        |                        |                        |                        |                        |                        |                        |                        |                        |                        |

### Județul Bistrița-Năsăud

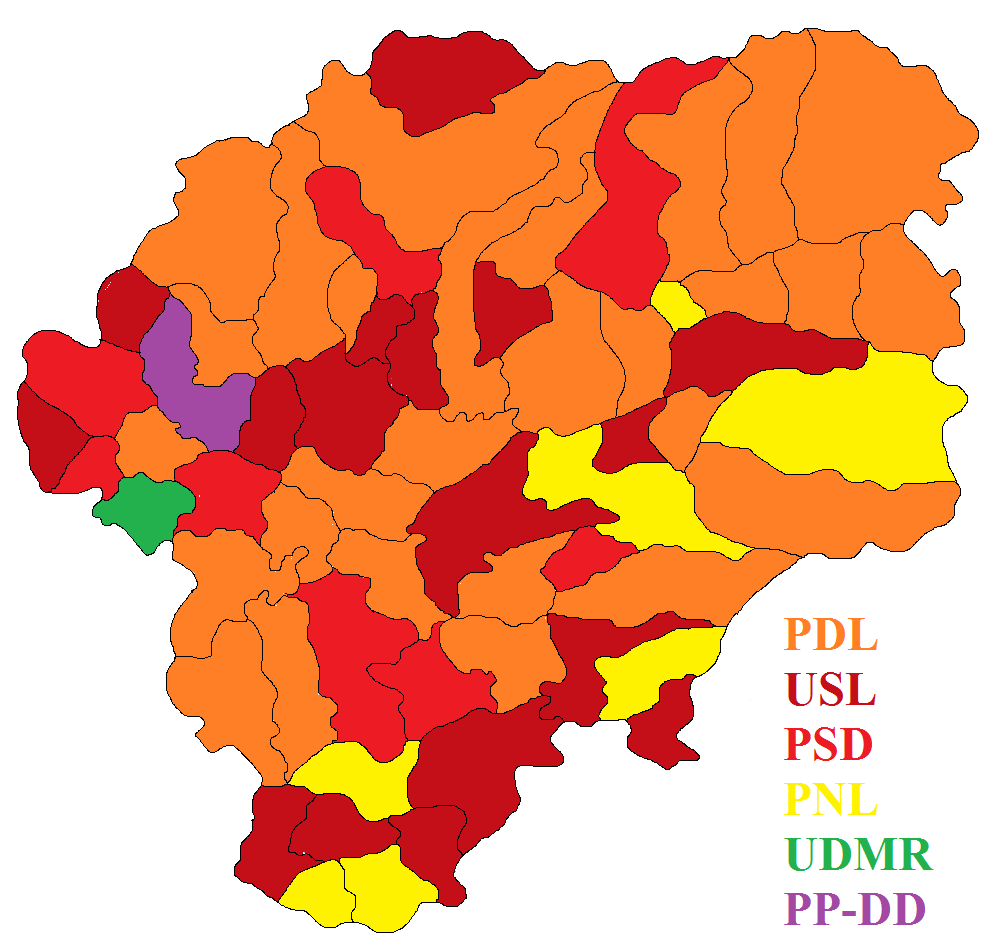
Culoarea politică a primarilor din județul Bistrița-Năsăud

Președintele Consiliului Județean ales este Radu Emil Moldovan de la USL.
Consiliul Județean Bistrița-Năsăud
Componența Consiliului Județean Bistrița-Năsăud (30 de consilieri):
|       | Partid                              | Consilieri | Componența Consiliului | Componența Consiliului | Componența Consiliului | Componența Consiliului | Componența Consiliului | Componența Consiliului | Componența Consiliului | Componența Consiliului | Componența Consiliului | Componența Consiliului | Componența Consiliului | Componența Consiliului | Componența Consiliului | Componența Consiliului | Componența Consiliului |
| ----- | ----------------------------------- | ---------- | ---------------------- | ---------------------- | ---------------------- | ---------------------- | ---------------------- | ---------------------- | ---------------------- | ---------------------- | ---------------------- | ---------------------- | ---------------------- | ---------------------- | ---------------------- | ---------------------- | ---------------------- |
| 50%   | Uniunea Social-Liberală             | 15         |                        |                        |                        |                        |                        |                        |                        |                        |                        |                        |                        |                        |                        |                        |                        |
| 43,3% | Partidul Democrat Liberal           | 13         |                        |                        |                        |                        |                        |                        |                        |                        |                        |                        |                        |                        |                        |                        |                        |
| 6,7%  | Partidul Poporului – Dan Diaconescu | 2          |                        |                        |                        |                        |                        |                        |                        |                        |                        |                        |                        |                        |                        |                        |                        |

#### Municipiul Bistrița
Ovidiu Crețu de la USL a recâștigat mandatul de primar al municipiului.
| Uniunea Social-Liberală   | Ovidiu Crețu    | 16.764 | 47,83% |
| Partidul Democrat-Liberal | Vasile Moldovan | 10.299 | 29,38% |

Consiliul Local Bistrița
Componența Consiliului Local Bistrița (21 de consilieri):
|       | Partid                                      | Consilieri | Componența Consiliului | Componența Consiliului | Componența Consiliului | Componența Consiliului | Componența Consiliului | Componența Consiliului | Componența Consiliului | Componența Consiliului | Componența Consiliului | Componența Consiliului |
| ----- | ------------------------------------------- | ---------- | ---------------------- | ---------------------- | ---------------------- | ---------------------- | ---------------------- | ---------------------- | ---------------------- | ---------------------- | ---------------------- | ---------------------- |
| 47,6% | Uniunea Social-Liberală                     | 10         |                        |                        |                        |                        |                        |                        |                        |                        |                        |                        |
| 4,8%  | Uniunea Democrată a Maghiarilor din România | 1          |                        |                        |                        |                        |                        |                        |                        |                        |                        |                        |
| 28,6% | Partidul Democrat Liberal                   | 6          |                        |                        |                        |                        |                        |                        |                        |                        |                        |                        |
| 9,5%  | Partidul Ecologist Român                    | 2          |                        |                        |                        |                        |                        |                        |                        |                        |                        |                        |
| 9,5%  | Partidul Poporului – Dan Diaconescu         | 2          |                        |                        |                        |                        |                        |                        |                        |                        |                        |                        |

### Județul Botoșani
Președintele Consiliului Județean ales este Florin Țurcanu de la USL.
Consiliul Județean Botoșani
Componența Consiliului Județean Botoșani (32 de consilieri):
|       | Partid                                  | Consilieri | Componența Consiliului | Componența Consiliului | Componența Consiliului | Componența Consiliului | Componența Consiliului | Componența Consiliului | Componența Consiliului | Componența Consiliului | Componența Consiliului | Componența Consiliului | Componența Consiliului | Componența Consiliului | Componența Consiliului | Componența Consiliului | Componența Consiliului | Componența Consiliului | Componența Consiliului | Componența Consiliului |
| ----- | --------------------------------------- | ---------- | ---------------------- | ---------------------- | ---------------------- | ---------------------- | ---------------------- | ---------------------- | ---------------------- | ---------------------- | ---------------------- | ---------------------- | ---------------------- | ---------------------- | ---------------------- | ---------------------- | ---------------------- | ---------------------- | ---------------------- | ---------------------- |
| 56,3% | Uniunea Social-Liberală                 | 18         |                        |                        |                        |                        |                        |                        |                        |                        |                        |                        |                        |                        |                        |                        |                        |                        |                        |                        |
| 34,4% | Mișcarea pentru Botoșani(PDL+PNȚCD+PER) | 11         |                        |                        |                        |                        |                        |                        |                        |                        |                        |                        |                        |                        |                        |                        |                        |                        |                        |                        |
| 6,3%  | Partidul Poporului – Dan Diaconescu     | 2          |                        |                        |                        |                        |                        |                        |                        |                        |                        |                        |                        |                        |                        |                        |                        |                        |                        |                        |

#### Municipiul Botoșani
Iulian Ovidiu Portariuc de la USL câștigă mandatul de primar al municipiului.
| Uniunea Social-Liberală                 | Iulian Ovidiu Portariuc | 22.597 | 46,81% |
| Mișcarea pentru Botoșani(PDL+PNȚCD+PER) | Cătălin Flutur          | 19.114 | 39,60% |

Consiliul Local Botoșani
Componența Consiliului Local Botoșani (23 de consilieri):
|       | Partid                                  | Consilieri | Componența Consiliului | Componența Consiliului | Componența Consiliului | Componența Consiliului | Componența Consiliului | Componența Consiliului | Componența Consiliului | Componența Consiliului | Componența Consiliului | Componența Consiliului | Componența Consiliului | Componența Consiliului | Componența Consiliului |
| ----- | --------------------------------------- | ---------- | ---------------------- | ---------------------- | ---------------------- | ---------------------- | ---------------------- | ---------------------- | ---------------------- | ---------------------- | ---------------------- | ---------------------- | ---------------------- | ---------------------- | ---------------------- |
| 56,5% | Uniunea Social-Liberală                 | 13         |                        |                        |                        |                        |                        |                        |                        |                        |                        |                        |                        |                        |                        |
| 34,8% | Mișcarea pentru Botoșani(PDL+PNȚCD+PER) | 8          |                        |                        |                        |                        |                        |                        |                        |                        |                        |                        |                        |                        |                        |
| 8,7%  | Partidul Poporului – Dan Diaconescu     | 2          |                        |                        |                        |                        |                        |                        |                        |                        |                        |                        |                        |                        |                        |

### Județul Brașov
Aristotel Căncescu de la USL este reconfirmat în funcția de Președinte al Consiliului Județean Brașov.
Consiliul Județean Brașov
Componența Consiliului Județean Brașov (34 de consilieri):
|       | Partid                                      | Consilieri | Componența Consiliului | Componența Consiliului | Componența Consiliului | Componența Consiliului | Componența Consiliului | Componența Consiliului | Componența Consiliului | Componența Consiliului | Componența Consiliului | Componența Consiliului | Componența Consiliului | Componența Consiliului | Componența Consiliului | Componența Consiliului | Componența Consiliului | Componența Consiliului | Componența Consiliului |
| ----- | ------------------------------------------- | ---------- | ---------------------- | ---------------------- | ---------------------- | ---------------------- | ---------------------- | ---------------------- | ---------------------- | ---------------------- | ---------------------- | ---------------------- | ---------------------- | ---------------------- | ---------------------- | ---------------------- | ---------------------- | ---------------------- | ---------------------- |
| 50%   | Uniunea Social-Liberală                     | 17         |                        |                        |                        |                        |                        |                        |                        |                        |                        |                        |                        |                        |                        |                        |                        |                        |                        |
| 32,3% | Partidul Democrat Liberal                   | 11         |                        |                        |                        |                        |                        |                        |                        |                        |                        |                        |                        |                        |                        |                        |                        |                        |                        |
| 5,9%  | Uniunea Democrată a Maghiarilor din România | 2          |                        |                        |                        |                        |                        |                        |                        |                        |                        |                        |                        |                        |                        |                        |                        |                        |                        |
| 5,9%  | Forumul Democrat al Germanilor din România  | 2          |                        |                        |                        |                        |                        |                        |                        |                        |                        |                        |                        |                        |                        |                        |                        |                        |                        |
| 5,9%  | Partidul Poporului – Dan Diaconescu         | 2          |                        |                        |                        |                        |                        |                        |                        |                        |                        |                        |                        |                        |                        |                        |                        |                        |                        |

#### Municipiul Brașov
George Scripcaru (PDL) a fost reales primar al municipiului Brașov.
| Partidul Democrat-Liberal | George Scripcaru | 55.416 | 44,92% |
| Uniunea Social-Liberală   | Cătălin Leonte   | 49.531 | 40,15% |

Consiliul Local Brașov
Componența Consiliului Local Brașov (27 de consilieri):
|       | Partid                                      | Consilieri | Componența Consiliului | Componența Consiliului | Componența Consiliului | Componența Consiliului | Componența Consiliului | Componența Consiliului | Componența Consiliului | Componența Consiliului | Componența Consiliului | Componența Consiliului | Componența Consiliului | Componența Consiliului |
| ----- | ------------------------------------------- | ---------- | ---------------------- | ---------------------- | ---------------------- | ---------------------- | ---------------------- | ---------------------- | ---------------------- | ---------------------- | ---------------------- | ---------------------- | ---------------------- | ---------------------- |
| 44,5% | Uniunea Social-Liberală                     | 12         |                        |                        |                        |                        |                        |                        |                        |                        |                        |                        |                        |                        |
| 33,3% | Partidul Democrat Liberal                   | 9          |                        |                        |                        |                        |                        |                        |                        |                        |                        |                        |                        |                        |
| 7,4%  | Forumul Democrat al Germanilor din România  | 2          |                        |                        |                        |                        |                        |                        |                        |                        |                        |                        |                        |                        |
| 7,4%  | Partidul Poporului – Dan Diaconescu         | 2          |                        |                        |                        |                        |                        |                        |                        |                        |                        |                        |                        |                        |
| 7,4%  | Uniunea Democrată a Maghiarilor din România | 2          |                        |                        |                        |                        |                        |                        |                        |                        |                        |                        |                        |                        |

### Județul Brăila
Bunea Gheorghe de la USL este reales Președinte al Consiliului Județean Brăila.
Consiliul Județean Brăila
Componența Consiliului Județean Brăila (32 de consilieri):
|       | Partid                                              | Consilieri | Componența Consiliului | Componența Consiliului | Componența Consiliului | Componența Consiliului | Componența Consiliului | Componența Consiliului | Componența Consiliului | Componența Consiliului | Componența Consiliului | Componența Consiliului | Componența Consiliului | Componența Consiliului | Componența Consiliului | Componența Consiliului | Componența Consiliului | Componența Consiliului |
| ----- | --------------------------------------------------- | ---------- | ---------------------- | ---------------------- | ---------------------- | ---------------------- | ---------------------- | ---------------------- | ---------------------- | ---------------------- | ---------------------- | ---------------------- | ---------------------- | ---------------------- | ---------------------- | ---------------------- | ---------------------- | ---------------------- |
| 50%   | Uniunea Social-Liberală                             | 16         |                        |                        |                        |                        |                        |                        |                        |                        |                        |                        |                        |                        |                        |                        |                        |                        |
| 25%   | Alianța pentru viitorul Brăilei(PDL+UNPR+PNȚCD+PNG) | 8          |                        |                        |                        |                        |                        |                        |                        |                        |                        |                        |                        |                        |                        |                        |                        |                        |
| 21,9% | Partidul Poporului – Dan Diaconescu                 | 7          |                        |                        |                        |                        |                        |                        |                        |                        |                        |                        |                        |                        |                        |                        |                        |                        |
| 3,1%  | Candidat independent                                | 1          |                        |                        |                        |                        |                        |                        |                        |                        |                        |                        |                        |                        |                        |                        |                        |                        |

#### Municipiul Brăila
Aurel Simionescu (USL) redevine primar al municipiului.
| Uniunea Social-Liberală | Aurel Simionescu    | 47.374 | 50,64% |
| Candidat independent    | Drăghincescu Simona | 17.157 | 18,34% |

Consiliul Local Brăila
Componența Consiliului Local Brăila (27 de consilieri):
|       | Partid                                              | Consilieri | Componența Consiliului | Componența Consiliului | Componența Consiliului | Componența Consiliului | Componența Consiliului | Componența Consiliului | Componența Consiliului | Componența Consiliului | Componența Consiliului | Componența Consiliului | Componența Consiliului | Componența Consiliului | Componența Consiliului | Componența Consiliului |
| ----- | --------------------------------------------------- | ---------- | ---------------------- | ---------------------- | ---------------------- | ---------------------- | ---------------------- | ---------------------- | ---------------------- | ---------------------- | ---------------------- | ---------------------- | ---------------------- | ---------------------- | ---------------------- | ---------------------- |
| 51,9  | Uniunea Social-Liberală                             | 14         |                        |                        |                        |                        |                        |                        |                        |                        |                        |                        |                        |                        |                        |                        |
| 14,8% | Partidul Poporului – Dan Diaconescu                 | 4          |                        |                        |                        |                        |                        |                        |                        |                        |                        |                        |                        |                        |                        |                        |
| 14,8% | Alianța pentru viitorul Brăilei(PDL+UNPR+PNȚCD+PNG) | 4          |                        |                        |                        |                        |                        |                        |                        |                        |                        |                        |                        |                        |                        |                        |
| 7.4%  | Partidul Poporului                                  | 2          |                        |                        |                        |                        |                        |                        |                        |                        |                        |                        |                        |                        |                        |                        |
| 7,4%  | Partidul Ecologist Român                            | 2          |                        |                        |                        |                        |                        |                        |                        |                        |                        |                        |                        |                        |                        |                        |
| 3,7%  | Candidat independent                                | 1          |                        |                        |                        |                        |                        |                        |                        |                        |                        |                        |                        |                        |                        |                        |

### Județul Buzău
Marian Bîgiu (USL) este ales Președinte al Consiliului Județean Buzău.
Consiliul Județean Buzău
Componența Consiliului Județean Buzău (32 de consilieri):
|       | Partid                              | Consilieri | Componența Consiliului | Componența Consiliului | Componența Consiliului | Componența Consiliului | Componența Consiliului | Componența Consiliului | Componența Consiliului | Componența Consiliului | Componența Consiliului | Componența Consiliului | Componența Consiliului | Componența Consiliului | Componența Consiliului | Componența Consiliului | Componența Consiliului | Componența Consiliului | Componența Consiliului | Componența Consiliului | Componența Consiliului | Componența Consiliului |
| ----- | ----------------------------------- | ---------- | ---------------------- | ---------------------- | ---------------------- | ---------------------- | ---------------------- | ---------------------- | ---------------------- | ---------------------- | ---------------------- | ---------------------- | ---------------------- | ---------------------- | ---------------------- | ---------------------- | ---------------------- | ---------------------- | ---------------------- | ---------------------- | ---------------------- | ---------------------- |
| 62,5% | Uniunea Social-Liberală             | 20         |                        |                        |                        |                        |                        |                        |                        |                        |                        |                        |                        |                        |                        |                        |                        |                        |                        |                        |                        |                        |
| 25%   | Partidul Democrat Liberal           | 8          |                        |                        |                        |                        |                        |                        |                        |                        |                        |                        |                        |                        |                        |                        |                        |                        |                        |                        |                        |                        |
| 12,5% | Partidul Poporului – Dan Diaconescu | 4          |                        |                        |                        |                        |                        |                        |                        |                        |                        |                        |                        |                        |                        |                        |                        |                        |                        |                        |                        |                        |

#### Municipiul Buzău
Constantin Boșcodeală (USL) câștigă un nou mandat de primar.
| Uniunea Social-Liberală | Constantin Boșcodeală | 27.322 | 47,94% |
| Candidat independent    | Paul Negoiță          | 17.404 | 30,54% |

Consiliul Local Buzău
Componența Consiliului Local Buzău (23 de consilieri):
|       | Partid                              | Consilieri | Componența Consiliului | Componența Consiliului | Componența Consiliului | Componența Consiliului | Componența Consiliului | Componența Consiliului | Componența Consiliului | Componența Consiliului | Componența Consiliului | Componența Consiliului | Componența Consiliului | Componența Consiliului | Componența Consiliului |
| ----- | ----------------------------------- | ---------- | ---------------------- | ---------------------- | ---------------------- | ---------------------- | ---------------------- | ---------------------- | ---------------------- | ---------------------- | ---------------------- | ---------------------- | ---------------------- | ---------------------- | ---------------------- |
| 56,6% | Uniunea Social-Liberală             | 13         |                        |                        |                        |                        |                        |                        |                        |                        |                        |                        |                        |                        |                        |
| 21,7% | Partidul Democrat Liberal           | 5          |                        |                        |                        |                        |                        |                        |                        |                        |                        |                        |                        |                        |                        |
| 17,4% | Partidul Poporului – Dan Diaconescu | 4          |                        |                        |                        |                        |                        |                        |                        |                        |                        |                        |                        |                        |                        |
| 4,3%  | Candidat independent                | 1          |                        |                        |                        |                        |                        |                        |                        |                        |                        |                        |                        |                        |                        |

### Județul Caraș-Severin
Sorin Frunzăverde (USL) este reales Președinte al Consiliului Județean Caraș-Severin.
Consiliul Județean Caraș-Severin
Componența Consiliului Județean Caraș-Severin (30 de consilieri):
|       | Partid                                      | Consilieri | Componența Consiliului | Componența Consiliului | Componența Consiliului | Componența Consiliului | Componența Consiliului | Componența Consiliului | Componența Consiliului | Componența Consiliului | Componența Consiliului | Componența Consiliului | Componența Consiliului | Componența Consiliului | Componența Consiliului | Componența Consiliului | Componența Consiliului | Componența Consiliului | Componența Consiliului | Componența Consiliului |
| ----- | ------------------------------------------- | ---------- | ---------------------- | ---------------------- | ---------------------- | ---------------------- | ---------------------- | ---------------------- | ---------------------- | ---------------------- | ---------------------- | ---------------------- | ---------------------- | ---------------------- | ---------------------- | ---------------------- | ---------------------- | ---------------------- | ---------------------- | ---------------------- |
| 60%   | Uniunea Social-Liberală                     | 18         |                        |                        |                        |                        |                        |                        |                        |                        |                        |                        |                        |                        |                        |                        |                        |                        |                        |                        |
| 16,6% | Partidul Democrat Liberal                   | 5          |                        |                        |                        |                        |                        |                        |                        |                        |                        |                        |                        |                        |                        |                        |                        |                        |                        |                        |
| 13,4% | Partidul Poporului – Dan Diaconescu         | 4          |                        |                        |                        |                        |                        |                        |                        |                        |                        |                        |                        |                        |                        |                        |                        |                        |                        |                        |
| 10%   | Uniunea Națională pentru Progresul României | 3          |                        |                        |                        |                        |                        |                        |                        |                        |                        |                        |                        |                        |                        |                        |                        |                        |                        |                        |

#### Municipiul Reșița
Mihai Stepanescu (USL) obține un nou mandat de primar.
| Uniunea Social-Liberală             | Mihai Stepanescu  | 19.427 | 64,25% |
| Partidul Poporului – Dan Diaconescu | Valentin Blănariu | 5.061  | 16,73% |

Consiliul Local Reșița
Componența Consiliului Local Reșița (21 de consilieri):
|       | Partid                              | Consilieri | Componența Consiliului | Componența Consiliului | Componența Consiliului | Componența Consiliului | Componența Consiliului | Componența Consiliului | Componența Consiliului | Componența Consiliului | Componența Consiliului | Componența Consiliului | Componența Consiliului | Componența Consiliului | Componența Consiliului |
| ----- | ----------------------------------- | ---------- | ---------------------- | ---------------------- | ---------------------- | ---------------------- | ---------------------- | ---------------------- | ---------------------- | ---------------------- | ---------------------- | ---------------------- | ---------------------- | ---------------------- | ---------------------- |
| 61,9% | Uniunea Social-Liberală             | 13         |                        |                        |                        |                        |                        |                        |                        |                        |                        |                        |                        |                        |                        |
| 23,8% | Partidul Poporului – Dan Diaconescu | 5          |                        |                        |                        |                        |                        |                        |                        |                        |                        |                        |                        |                        |                        |
| 9,5%  | Partidul Democrat Liberal           | 2          |                        |                        |                        |                        |                        |                        |                        |                        |                        |                        |                        |                        |                        |
| 4,8%  | Partidul Verde                      | 1          |                        |                        |                        |                        |                        |                        |                        |                        |                        |                        |                        |                        |                        |

### Județul Călărași
Președintele Consiliului Județean ales este George Filipescu (USL).
Consiliul Județean Călărași
Componența Consiliului Județean Călărași (30 de consilieri):
|       | Partid                                   | Consilieri | Componența Consiliului | Componența Consiliului | Componența Consiliului | Componența Consiliului | Componența Consiliului | Componența Consiliului | Componența Consiliului | Componența Consiliului | Componența Consiliului | Componența Consiliului | Componența Consiliului | Componența Consiliului | Componența Consiliului | Componența Consiliului | Componența Consiliului | Componența Consiliului | Componența Consiliului |
| ----- | ---------------------------------------- | ---------- | ---------------------- | ---------------------- | ---------------------- | ---------------------- | ---------------------- | ---------------------- | ---------------------- | ---------------------- | ---------------------- | ---------------------- | ---------------------- | ---------------------- | ---------------------- | ---------------------- | ---------------------- | ---------------------- | ---------------------- |
| 56,7% | Uniunea Social-Liberală                  | 17         |                        |                        |                        |                        |                        |                        |                        |                        |                        |                        |                        |                        |                        |                        |                        |                        |                        |
| 30%   | Alianța Popular-Creștină(PDL+UNPR+PNȚCD) | 9          |                        |                        |                        |                        |                        |                        |                        |                        |                        |                        |                        |                        |                        |                        |                        |                        |                        |
| 13,3% | Partidul Poporului – Dan Diaconescu      | 4          |                        |                        |                        |                        |                        |                        |                        |                        |                        |                        |                        |                        |                        |                        |                        |                        |                        |

#### Municipiul Călărași
Daniel Drăgulin (USL) a devenit primar al municipiului.
| Uniunea Social-Liberală                  | Daniel Drăgulin | 18.379 | 56,45% |
| Alianța Popular-Creștină(PDL+UNPR+PNȚCD) | Nicolae Dragu   | 9.796  | 30,08% |

Consiliul Local Călărași
Componența Consiliului Local Călărași (21 de consilieri):
|       | Partid                                   | Consilieri | Componența Consiliului | Componența Consiliului | Componența Consiliului | Componența Consiliului | Componența Consiliului | Componența Consiliului | Componența Consiliului | Componența Consiliului | Componența Consiliului | Componența Consiliului | Componența Consiliului | Componența Consiliului |
| ----- | ---------------------------------------- | ---------- | ---------------------- | ---------------------- | ---------------------- | ---------------------- | ---------------------- | ---------------------- | ---------------------- | ---------------------- | ---------------------- | ---------------------- | ---------------------- | ---------------------- |
| 57,1% | Uniunea Social-Liberală                  | 12         |                        |                        |                        |                        |                        |                        |                        |                        |                        |                        |                        |                        |
| 28,6% | Alianța Popular-Creștină(PDL+UNPR+PNȚCD) | 6          |                        |                        |                        |                        |                        |                        |                        |                        |                        |                        |                        |                        |
| 14,3% | Partidul Poporului – Dan Diaconescu      | 3          |                        |                        |                        |                        |                        |                        |                        |                        |                        |                        |                        |                        |

### Județul Cluj
Horea Uioreanu (USL) este ales Președinte al Consiliului Județean Cluj.
Consiliul Județean Cluj
Componența Consiliului Județean Cluj (36 de consilieri):
|       | Partid                                      | Consilieri | Componența Consiliului | Componența Consiliului | Componența Consiliului | Componența Consiliului | Componența Consiliului | Componența Consiliului | Componența Consiliului | Componența Consiliului | Componența Consiliului | Componența Consiliului | Componența Consiliului | Componența Consiliului | Componența Consiliului | Componența Consiliului | Componența Consiliului | Componența Consiliului |
| ----- | ------------------------------------------- | ---------- | ---------------------- | ---------------------- | ---------------------- | ---------------------- | ---------------------- | ---------------------- | ---------------------- | ---------------------- | ---------------------- | ---------------------- | ---------------------- | ---------------------- | ---------------------- | ---------------------- | ---------------------- | ---------------------- |
| 44,4% | Uniunea Social-Liberală                     | 16         |                        |                        |                        |                        |                        |                        |                        |                        |                        |                        |                        |                        |                        |                        |                        |                        |
| 33,3% | Partidul Democrat Liberal                   | 12         |                        |                        |                        |                        |                        |                        |                        |                        |                        |                        |                        |                        |                        |                        |                        |                        |
| 13,9% | Uniunea Democrată a Maghiarilor din România | 5          |                        |                        |                        |                        |                        |                        |                        |                        |                        |                        |                        |                        |                        |                        |                        |                        |
| 8,4%  | Partidul Poporului – Dan Diaconescu         | 3          |                        |                        |                        |                        |                        |                        |                        |                        |                        |                        |                        |                        |                        |                        |                        |                        |

#### Municipiul Cluj-Napoca
Emil Boc (PDL) câștigă al treilea mandat de primar.
| Partidul Democrat-Liberal | Emil Boc       | 53.674 | 40,60% |
| Uniunea Social-Liberală   | Marius Nicoară | 52.251 | 39,53% |

Consiliul Local Cluj-Napoca
Componența Consiliului Local Cluj-Napoca (27 de consilieri):
|       | Partid                                      | Consilieri | Componența Consiliului | Componența Consiliului | Componența Consiliului | Componența Consiliului | Componența Consiliului | Componența Consiliului | Componența Consiliului | Componența Consiliului | Componența Consiliului | Componența Consiliului | Componența Consiliului | Componența Consiliului |
| ----- | ------------------------------------------- | ---------- | ---------------------- | ---------------------- | ---------------------- | ---------------------- | ---------------------- | ---------------------- | ---------------------- | ---------------------- | ---------------------- | ---------------------- | ---------------------- | ---------------------- |
| 44,4% | Uniunea Social-Liberală                     | 12         |                        |                        |                        |                        |                        |                        |                        |                        |                        |                        |                        |                        |
| 37%   | Partidul Democrat Liberal                   | 10         |                        |                        |                        |                        |                        |                        |                        |                        |                        |                        |                        |                        |
| 14,8% | Uniunea Democrată a Maghiarilor din România | 4          |                        |                        |                        |                        |                        |                        |                        |                        |                        |                        |                        |                        |
| 3,8%  | Partidul Poporului – Dan Diaconescu         | 1          |                        |                        |                        |                        |                        |                        |                        |                        |                        |                        |                        |                        |

### Județul Constanța
Nicușor Constantinescu (USL) este ales pentru un nou mandat de președinte al Consiliului Județean Constanța.
Consiliul Județean Constanța
Componența Consiliului Județean Constanța (36 de consilieri):
|       | Partid                              | Consilieri | Componența Consiliului | Componența Consiliului | Componența Consiliului | Componența Consiliului | Componența Consiliului | Componența Consiliului | Componența Consiliului | Componența Consiliului | Componența Consiliului | Componența Consiliului | Componența Consiliului | Componența Consiliului | Componența Consiliului | Componența Consiliului | Componența Consiliului | Componența Consiliului | Componența Consiliului | Componența Consiliului | Componența Consiliului | Componența Consiliului | Componența Consiliului | Componența Consiliului | Componența Consiliului | Componența Consiliului | Componența Consiliului | Componența Consiliului |
| ----- | ----------------------------------- | ---------- | ---------------------- | ---------------------- | ---------------------- | ---------------------- | ---------------------- | ---------------------- | ---------------------- | ---------------------- | ---------------------- | ---------------------- | ---------------------- | ---------------------- | ---------------------- | ---------------------- | ---------------------- | ---------------------- | ---------------------- | ---------------------- | ---------------------- | ---------------------- | ---------------------- | ---------------------- | ---------------------- | ---------------------- | ---------------------- | ---------------------- |
| 72,3% | Uniunea Social-Liberală             | 26         |                        |                        |                        |                        |                        |                        |                        |                        |                        |                        |                        |                        |                        |                        |                        |                        |                        |                        |                        |                        |                        |                        |                        |                        |                        |                        |
| 19,4% | Partidul Democrat Liberal           | 7          |                        |                        |                        |                        |                        |                        |                        |                        |                        |                        |                        |                        |                        |                        |                        |                        |                        |                        |                        |                        |                        |                        |                        |                        |                        |                        |
| 8,3%  | Partidul Poporului – Dan Diaconescu | 3          |                        |                        |                        |                        |                        |                        |                        |                        |                        |                        |                        |                        |                        |                        |                        |                        |                        |                        |                        |                        |                        |                        |                        |                        |                        |                        |

#### Municipiul Constanța
Radu Mazăre (PSD) câștigă un nou mandat de primar al municipiului.
| Uniunea Social-Liberală             | Radu Mazăre | 87.945 | 62,76% |
| Alianța pentru Constanța(PDL+PNȚCD) | Gigi Chiru  | 18.903 | 13,49% |

Consiliul Local Constanța
Componența Consiliului Local Constanța (27 de consilieri):
|       | Partid                                      | Consilieri | Componența Consiliului | Componența Consiliului | Componența Consiliului | Componența Consiliului | Componența Consiliului | Componența Consiliului | Componența Consiliului | Componența Consiliului | Componența Consiliului | Componența Consiliului | Componența Consiliului | Componența Consiliului | Componența Consiliului | Componența Consiliului | Componența Consiliului | Componența Consiliului | Componența Consiliului | Componența Consiliului |
| ----- | ------------------------------------------- | ---------- | ---------------------- | ---------------------- | ---------------------- | ---------------------- | ---------------------- | ---------------------- | ---------------------- | ---------------------- | ---------------------- | ---------------------- | ---------------------- | ---------------------- | ---------------------- | ---------------------- | ---------------------- | ---------------------- | ---------------------- | ---------------------- |
| 66,7% | Uniunea Social-Liberală                     | 18         |                        |                        |                        |                        |                        |                        |                        |                        |                        |                        |                        |                        |                        |                        |                        |                        |                        |                        |
| 14,8% | Alianța pentru Constanța(PDL+PNȚCD)         | 4          |                        |                        |                        |                        |                        |                        |                        |                        |                        |                        |                        |                        |                        |                        |                        |                        |                        |                        |
| 11,1% | Partidul Poporului – Dan Diaconescu         | 3          |                        |                        |                        |                        |                        |                        |                        |                        |                        |                        |                        |                        |                        |                        |                        |                        |                        |                        |
| 7,4%  | Uniunea Națională pentru Progresul României | 2          |                        |                        |                        |                        |                        |                        |                        |                        |                        |                        |                        |                        |                        |                        |                        |                        |                        |                        |

### Județul Covasna

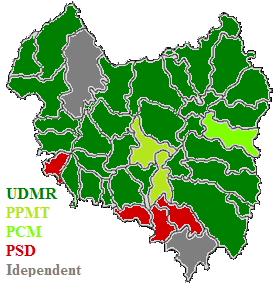
Harta politică a județului Covasna

Támas Sándor (UDMR) este reales Președinte al Cosiliului Județean Covasna.
Consiliul Județean Covasna
Componența Consiliului Județean Covasna (30 de consilieri):
|       | Partid                                      | Consilieri | Componența Consiliului | Componența Consiliului | Componența Consiliului | Componența Consiliului | Componența Consiliului | Componența Consiliului | Componența Consiliului | Componența Consiliului | Componența Consiliului | Componența Consiliului | Componența Consiliului | Componența Consiliului | Componența Consiliului | Componența Consiliului | Componența Consiliului | Componența Consiliului | Componența Consiliului | Componența Consiliului |
| ----- | ------------------------------------------- | ---------- | ---------------------- | ---------------------- | ---------------------- | ---------------------- | ---------------------- | ---------------------- | ---------------------- | ---------------------- | ---------------------- | ---------------------- | ---------------------- | ---------------------- | ---------------------- | ---------------------- | ---------------------- | ---------------------- | ---------------------- | ---------------------- |
| 60%   | Uniunea Democrată a Maghiarilor din România | 18         |                        |                        |                        |                        |                        |                        |                        |                        |                        |                        |                        |                        |                        |                        |                        |                        |                        |                        |
| 13,3% | Partidul Popular Maghiar din Transilvania   | 4          |                        |                        |                        |                        |                        |                        |                        |                        |                        |                        |                        |                        |                        |                        |                        |                        |                        |                        |
| 10%   | Partidul Civic Maghiar                      | 3          |                        |                        |                        |                        |                        |                        |                        |                        |                        |                        |                        |                        |                        |                        |                        |                        |                        |                        |
| 10%   | Partidul Social Democrat                    | 3          |                        |                        |                        |                        |                        |                        |                        |                        |                        |                        |                        |                        |                        |                        |                        |                        |                        |                        |
| 7,7%  | Partidul Național Liberal                   | 2          |                        |                        |                        |                        |                        |                        |                        |                        |                        |                        |                        |                        |                        |                        |                        |                        |                        |                        |

#### Municipiul Sfântu Gheorghe
Árpád Antal (UDMR) a fost reales primar al municipiului.
| Uniunea Democrată Maghiară din România | Árpád András Antal | 19.442 | 77,75% |
| Partidul Național Liberal              | Mădălin Guruianu   | 2.659  | 10,63% |

Consiliul Local Sfântu Gheorghe
Componența Consiliului Local Sfântu Gheorghe (21 de consilieri):
|       | Partid                                      | Consilieri | Componența Consiliului | Componența Consiliului | Componența Consiliului | Componența Consiliului | Componența Consiliului | Componența Consiliului | Componența Consiliului | Componența Consiliului | Componența Consiliului | Componența Consiliului | Componența Consiliului | Componența Consiliului | Componența Consiliului | Componența Consiliului |
| ----- | ------------------------------------------- | ---------- | ---------------------- | ---------------------- | ---------------------- | ---------------------- | ---------------------- | ---------------------- | ---------------------- | ---------------------- | ---------------------- | ---------------------- | ---------------------- | ---------------------- | ---------------------- | ---------------------- |
| 66,7% | Uniunea Democrată a Maghiarilor din România | 14         |                        |                        |                        |                        |                        |                        |                        |                        |                        |                        |                        |                        |                        |                        |
| 9,5%  | Partidul Național Liberal                   | 2          |                        |                        |                        |                        |                        |                        |                        |                        |                        |                        |                        |                        |                        |                        |
| 9,5%  | Partidul Social Democrat                    | 2          |                        |                        |                        |                        |                        |                        |                        |                        |                        |                        |                        |                        |                        |                        |
| 9,5%  | Partidul Popular Maghiar din Transilvania   | 2          |                        |                        |                        |                        |                        |                        |                        |                        |                        |                        |                        |                        |                        |                        |
| 4,8%  | Partidul Civic Maghiar                      | 1          |                        |                        |                        |                        |                        |                        |                        |                        |                        |                        |                        |                        |                        |                        |

### Județul Dâmbovița
Adrian Țuțuianu (USL) este ales Președinte al Consiliului Județean.
Consiliul Județean Dâmbovița
Componența Consiliului Județean Dâmbovița (34 de consilieri):
|       | Partid                              | Consilieri | Componența Consiliului | Componența Consiliului | Componența Consiliului | Componența Consiliului | Componența Consiliului | Componența Consiliului | Componența Consiliului | Componența Consiliului | Componența Consiliului | Componența Consiliului | Componența Consiliului | Componența Consiliului | Componența Consiliului | Componența Consiliului | Componența Consiliului | Componența Consiliului | Componența Consiliului | Componența Consiliului |
| ----- | ----------------------------------- | ---------- | ---------------------- | ---------------------- | ---------------------- | ---------------------- | ---------------------- | ---------------------- | ---------------------- | ---------------------- | ---------------------- | ---------------------- | ---------------------- | ---------------------- | ---------------------- | ---------------------- | ---------------------- | ---------------------- | ---------------------- | ---------------------- |
| 53%   | Uniunea Social-Liberală             | 18         |                        |                        |                        |                        |                        |                        |                        |                        |                        |                        |                        |                        |                        |                        |                        |                        |                        |                        |
| 38,2% | Partidul Democrat Liberal           | 13         |                        |                        |                        |                        |                        |                        |                        |                        |                        |                        |                        |                        |                        |                        |                        |                        |                        |                        |
| 8,8%  | Partidul Poporului – Dan Diaconescu | 3          |                        |                        |                        |                        |                        |                        |                        |                        |                        |                        |                        |                        |                        |                        |                        |                        |                        |                        |

#### Municipiul Târgoviște
Gabriel Boriga (PDL) câștigă un nou mandat de primar al municipiului.
| Partidul Democrat-Liberal | Gabriel Boriga | 18.389 | 43,90% |
| Uniunea Social-Liberală   | Ion Grozavu    | 17.143 | 40,92% |

Consiliul Local Târgoviște
Componența Consiliului Local Târgoviște (21 de consilieri):
|       | Partid                              | Consilieri | Componența Consiliului | Componența Consiliului | Componența Consiliului | Componența Consiliului | Componența Consiliului | Componența Consiliului | Componența Consiliului | Componența Consiliului | Componența Consiliului | Componența Consiliului |
| ----- | ----------------------------------- | ---------- | ---------------------- | ---------------------- | ---------------------- | ---------------------- | ---------------------- | ---------------------- | ---------------------- | ---------------------- | ---------------------- | ---------------------- |
| 47,6% | Uniunea Social-Liberală             | 10         |                        |                        |                        |                        |                        |                        |                        |                        |                        |                        |
| 38,1% | Partidul Democrat Liberal           | 8          |                        |                        |                        |                        |                        |                        |                        |                        |                        |                        |
| 14,3% | Partidul Poporului – Dan Diaconescu | 3          |                        |                        |                        |                        |                        |                        |                        |                        |                        |                        |

### Județul Dolj
Ion Prioteasa (USL) este ales Președinte al Consiliului Județean Dolj.
Consiliul Județean Dolj
Componența Consiliului Județean Dolj (36 de consilieri):
|       | Partid                                      | Consilieri | Componența Consiliului | Componența Consiliului | Componența Consiliului | Componența Consiliului | Componența Consiliului | Componența Consiliului | Componența Consiliului | Componența Consiliului | Componența Consiliului | Componența Consiliului | Componența Consiliului | Componența Consiliului | Componența Consiliului | Componența Consiliului | Componența Consiliului | Componența Consiliului | Componența Consiliului | Componența Consiliului | Componența Consiliului | Componența Consiliului | Componența Consiliului |
| ----- | ------------------------------------------- | ---------- | ---------------------- | ---------------------- | ---------------------- | ---------------------- | ---------------------- | ---------------------- | ---------------------- | ---------------------- | ---------------------- | ---------------------- | ---------------------- | ---------------------- | ---------------------- | ---------------------- | ---------------------- | ---------------------- | ---------------------- | ---------------------- | ---------------------- | ---------------------- | ---------------------- |
| 58,4% | Uniunea Social-Liberală                     | 21         |                        |                        |                        |                        |                        |                        |                        |                        |                        |                        |                        |                        |                        |                        |                        |                        |                        |                        |                        |                        |                        |
| 22,2% | Partidul Democrat Liberal                   | 8          |                        |                        |                        |                        |                        |                        |                        |                        |                        |                        |                        |                        |                        |                        |                        |                        |                        |                        |                        |                        |                        |
| 11,1% | Uniunea Națională pentru Progresul României | 4          |                        |                        |                        |                        |                        |                        |                        |                        |                        |                        |                        |                        |                        |                        |                        |                        |                        |                        |                        |                        |                        |
| 8,3%  | Partidul Poporului – Dan Diaconescu         | 3          |                        |                        |                        |                        |                        |                        |                        |                        |                        |                        |                        |                        |                        |                        |                        |                        |                        |                        |                        |                        |                        |

#### Municipiul Craiova
Lia Vasilescu (USL) câștigă mandatul de primar al municipiului.
| Uniunea Social-Liberală                     | Lia Vasilescu   | 57.383 | 45,60% |
| Uniunea Națională pentru Progresul României | Antonie Solomon | 51.448 | 40,89% |

Consiliul Local Craiova
Componența Consiliului Local Craiova (27 de consilieri):
|       | Partid                                      | Consilieri | Componența Consiliului | Componența Consiliului | Componența Consiliului | Componența Consiliului | Componența Consiliului | Componența Consiliului | Componența Consiliului | Componența Consiliului | Componența Consiliului | Componența Consiliului | Componența Consiliului | Componența Consiliului | Componența Consiliului | Componența Consiliului | Componența Consiliului |
| ----- | ------------------------------------------- | ---------- | ---------------------- | ---------------------- | ---------------------- | ---------------------- | ---------------------- | ---------------------- | ---------------------- | ---------------------- | ---------------------- | ---------------------- | ---------------------- | ---------------------- | ---------------------- | ---------------------- | ---------------------- |
| 55,6% | Uniunea Social-Liberală                     | 15         |                        |                        |                        |                        |                        |                        |                        |                        |                        |                        |                        |                        |                        |                        |                        |
| 25,9% | Uniunea Națională pentru Progresul României | 7          |                        |                        |                        |                        |                        |                        |                        |                        |                        |                        |                        |                        |                        |                        |                        |
| 11,1% | Partidul Democrat Liberal                   | 3          |                        |                        |                        |                        |                        |                        |                        |                        |                        |                        |                        |                        |                        |                        |                        |
| 7,4%  | Partidul Poporului – Dan Diaconescu         | 2          |                        |                        |                        |                        |                        |                        |                        |                        |                        |                        |                        |                        |                        |                        |                        |

### Județul Galați
Președinte al Consiliului Județean Galați ales prin vot este Nicolae Bacalbașa de la PSD.

Consiliul Județean Galați

Componența Consiliului Județean Galați este format din 34 de consilieri, iar după ordonanța traseismului are următoarea componență (este inclusă și fuziunea PDL-PNL):
|  | Partidul Național Liberal                   | 14 |  |  |  |  |  |  |  |  |  |  |  |  |  |  |
|  | Partidul Social Democrat                    | 11 |  |  |  |  |  |  |  |  |  |  |  |  |  |  |
|  | Uniunea Națională pentru Progresul României | 5  |  |  |  |  |  |  |  |  |  |  |  |  |  |  |
|  | Partidul Conservator                        | 3  |  |  |  |  |  |  |  |  |  |  |  |  |  |  |
|  | Partidul Poporului – Dan Diaconescu         | 1  |  |  |  |  |  |  |  |  |  |  |  |  |  |  |

#### Municipiul Galați
Primarul municipiului ales prin vot este Marius Stan de la UNPR:

| Uniunea Social-Liberală | Marius Stan        | 59.614 | 48,7% |
| Candidat independent    | Nicușor Ciumacenco | 34.604 | 28,2% |

Consiliul Local Galați 

Primarul Galațiului este Marius Stan (fost fotbalist), ales pe listele PNL - USL , din 10 septembrie 2014, mutat la UNPR. Componența C.L. Galați, după modificările ulterioare desființării U.S.L.-ului și mutării consilierilor de la PPDD la UNPR, este următoarea (inclusă și fuziunea dintre PNL și PDL, fuziune în urma căreia PDL este înghițit de PNL):
|  | Partid                                      | Consilieri | Componența Consiliului | Componența Consiliului | Componența Consiliului | Componența Consiliului | Componența Consiliului | Componența Consiliului | Componența Consiliului | Componența Consiliului |
|  | ------------------------------------------- | ---------- | ---------------------- | ---------------------- | ---------------------- | ---------------------- | ---------------------- | ---------------------- | ---------------------- | ---------------------- |
|  | Partidul Național Liberal                   | 8 (32,1%)  |                        |                        |                        |                        |                        |                        |                        |                        |
|  | Partidul Social Democrat                    | 8 (32,1%)  |                        |                        |                        |                        |                        |                        |                        |                        |
|  | Uniunea Națională pentru Progresul României | 6 (21,5%)  |                        |                        |                        |                        |                        |                        |                        |                        |
|  | Partidul Conservator                        | 5 (17,9%)  |                        |                        |                        |                        |                        |                        |                        |                        |

### Județul Giurgiu
Președintele Consiliului Județean ales este Vasile Mustățea (USL).
Consiliul Județean Giurgiu
Componența Consiliului Județean Giurgiu (30 de consilieri):
|       | Partid                                | Consilieri | Componența Consiliului | Componența Consiliului | Componența Consiliului | Componența Consiliului | Componența Consiliului | Componența Consiliului | Componența Consiliului | Componența Consiliului | Componența Consiliului | Componența Consiliului | Componența Consiliului | Componența Consiliului | Componența Consiliului | Componența Consiliului | Componența Consiliului | Componența Consiliului | Componența Consiliului | Componența Consiliului | Componența Consiliului | Componența Consiliului | Componența Consiliului |
| ----- | ------------------------------------- | ---------- | ---------------------- | ---------------------- | ---------------------- | ---------------------- | ---------------------- | ---------------------- | ---------------------- | ---------------------- | ---------------------- | ---------------------- | ---------------------- | ---------------------- | ---------------------- | ---------------------- | ---------------------- | ---------------------- | ---------------------- | ---------------------- | ---------------------- | ---------------------- | ---------------------- |
| 70%   | Uniunea Social-Liberală               | 21         |                        |                        |                        |                        |                        |                        |                        |                        |                        |                        |                        |                        |                        |                        |                        |                        |                        |                        |                        |                        |                        |
| 16,7% | Partidul Poporului – Dan Diaconescu   | 5          |                        |                        |                        |                        |                        |                        |                        |                        |                        |                        |                        |                        |                        |                        |                        |                        |                        |                        |                        |                        |                        |
| 13,3% | Mișcarea pentru noul Giurgiu(PDL+PER) | 4          |                        |                        |                        |                        |                        |                        |                        |                        |                        |                        |                        |                        |                        |                        |                        |                        |                        |                        |                        |                        |                        |

#### Municipiul Giurgiu
Nicolae Barbu (Candidat independent) a câștigat un mandatul de primar al municipiului.
| Candidat independent    | Nicolae Barbu  | 21.557 | 62,64% |
| Uniunea Social-Liberală | Lucian Iliescu | 10.201 | 29,64% |

Consiliul Local Giurgiu
Componența Consiliului Local Giurgiu (21 de consilieri):
|       | Partid                              | Consilieri | Componența Consiliului | Componența Consiliului | Componența Consiliului | Componența Consiliului | Componența Consiliului | Componența Consiliului | Componența Consiliului | Componența Consiliului | Componența Consiliului | Componența Consiliului |
| ----- | ----------------------------------- | ---------- | ---------------------- | ---------------------- | ---------------------- | ---------------------- | ---------------------- | ---------------------- | ---------------------- | ---------------------- | ---------------------- | ---------------------- |
| 47,6% | Partidul Poporului – Dan Diaconescu | 10         |                        |                        |                        |                        |                        |                        |                        |                        |                        |                        |
| 47,6% | Uniunea Social-Liberală             | 10         |                        |                        |                        |                        |                        |                        |                        |                        |                        |                        |
| 4,8%  | Candidat independent                | 1          |                        |                        |                        |                        |                        |                        |                        |                        |                        |                        |

### Județul Gorj
Ion Călinoiu (USL) este reales Președinte al Consiliului Județean Gorj. 
Consiliul Județean Gorj
Componența Consiliului Județean Gorj (32 de consilieri):
|       | Partid                              | Consilieri | Componența Consiliului | Componența Consiliului | Componența Consiliului | Componența Consiliului | Componența Consiliului | Componența Consiliului | Componența Consiliului | Componența Consiliului | Componența Consiliului | Componența Consiliului | Componența Consiliului | Componența Consiliului | Componența Consiliului | Componența Consiliului | Componența Consiliului | Componența Consiliului | Componența Consiliului | Componența Consiliului | Componența Consiliului | Componența Consiliului | Componența Consiliului |
| ----- | ----------------------------------- | ---------- | ---------------------- | ---------------------- | ---------------------- | ---------------------- | ---------------------- | ---------------------- | ---------------------- | ---------------------- | ---------------------- | ---------------------- | ---------------------- | ---------------------- | ---------------------- | ---------------------- | ---------------------- | ---------------------- | ---------------------- | ---------------------- | ---------------------- | ---------------------- | ---------------------- |
| 65,6% | Uniunea Social-Liberală             | 21         |                        |                        |                        |                        |                        |                        |                        |                        |                        |                        |                        |                        |                        |                        |                        |                        |                        |                        |                        |                        |                        |
| 18,8% | Partidul Democrat Liberal           | 6          |                        |                        |                        |                        |                        |                        |                        |                        |                        |                        |                        |                        |                        |                        |                        |                        |                        |                        |                        |                        |                        |
| 15,6% | Partidul Poporului – Dan Diaconescu | 5          |                        |                        |                        |                        |                        |                        |                        |                        |                        |                        |                        |                        |                        |                        |                        |                        |                        |                        |                        |                        |                        |

#### Municipiul Târgu Jiu
Florin Cârciumaru (USL) câștigă detașat un nou mandat de primar al municipiului.
| Uniunea Social-Liberală             | Florin Cârciumaru  | 24.793 | 71,84% |
| Partidul Poporului – Dan Diaconescu | Gheorghe Pecingină | 4.246  | 12,30% |

Consiliul Local Târgu Jiu
Componența Consiliului Local Constanța (21 de consilieri):
|       | Partid                              | Consilieri | Componența Consiliului | Componența Consiliului | Componența Consiliului | Componența Consiliului | Componența Consiliului | Componența Consiliului | Componența Consiliului | Componența Consiliului | Componența Consiliului | Componența Consiliului | Componența Consiliului | Componența Consiliului | Componența Consiliului | Componența Consiliului | Componența Consiliului | Componența Consiliului |
| ----- | ----------------------------------- | ---------- | ---------------------- | ---------------------- | ---------------------- | ---------------------- | ---------------------- | ---------------------- | ---------------------- | ---------------------- | ---------------------- | ---------------------- | ---------------------- | ---------------------- | ---------------------- | ---------------------- | ---------------------- | ---------------------- |
| 76,2% | Uniunea Social-Liberală             | 16         |                        |                        |                        |                        |                        |                        |                        |                        |                        |                        |                        |                        |                        |                        |                        |                        |
| 14,3% | Partidul Poporului – Dan Diaconescu | 3          |                        |                        |                        |                        |                        |                        |                        |                        |                        |                        |                        |                        |                        |                        |                        |                        |
| 9,5%  | Partidul Democrat Liberal           | 2          |                        |                        |                        |                        |                        |                        |                        |                        |                        |                        |                        |                        |                        |                        |                        |                        |

### Județul Harghita

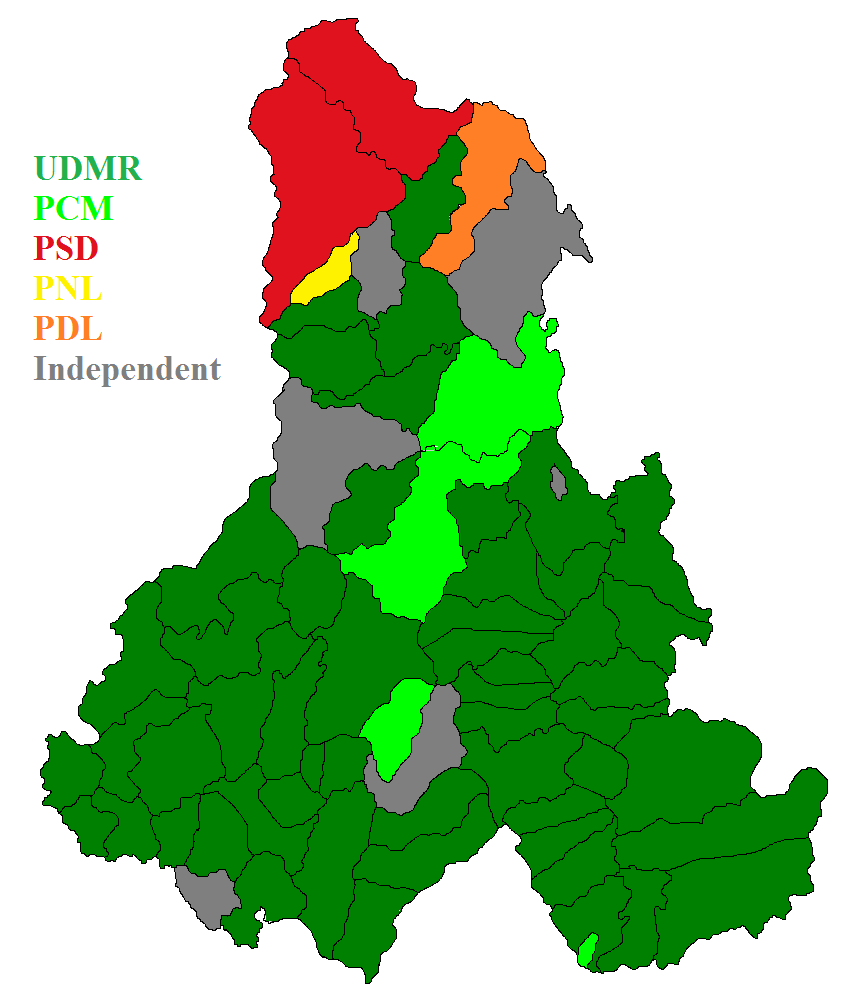
Politica Harghita

Csaba Borboly (UDMR) este reales Președinte al Cosiliului Județean Harghita.
Consiliul Județean Harghita
Componența Consiliului Județean Harghita (30 de consilieri):
|       | Partid                                      | Consilieri | Componența Consiliului | Componența Consiliului | Componența Consiliului | Componența Consiliului | Componența Consiliului | Componența Consiliului | Componența Consiliului | Componența Consiliului | Componența Consiliului | Componența Consiliului | Componența Consiliului | Componența Consiliului | Componența Consiliului | Componența Consiliului | Componența Consiliului | Componența Consiliului | Componența Consiliului | Componența Consiliului | Componența Consiliului | Componența Consiliului |
| ----- | ------------------------------------------- | ---------- | ---------------------- | ---------------------- | ---------------------- | ---------------------- | ---------------------- | ---------------------- | ---------------------- | ---------------------- | ---------------------- | ---------------------- | ---------------------- | ---------------------- | ---------------------- | ---------------------- | ---------------------- | ---------------------- | ---------------------- | ---------------------- | ---------------------- | ---------------------- |
| 66,7% | Uniunea Democrată a Maghiarilor din România | 20         |                        |                        |                        |                        |                        |                        |                        |                        |                        |                        |                        |                        |                        |                        |                        |                        |                        |                        |                        |                        |
| 13,3% | Partidul Civic Maghiar                      | 4          |                        |                        |                        |                        |                        |                        |                        |                        |                        |                        |                        |                        |                        |                        |                        |                        |                        |                        |                        |                        |
| 10%   | Uniunea Social-Liberală                     | 3          |                        |                        |                        |                        |                        |                        |                        |                        |                        |                        |                        |                        |                        |                        |                        |                        |                        |                        |                        |                        |
| 10%   | Partidul Popular Maghiar din Transilvania   | 3          |                        |                        |                        |                        |                        |                        |                        |                        |                        |                        |                        |                        |                        |                        |                        |                        |                        |                        |                        |                        |

#### Municipiul Miercurea Ciuc
Kálmán Róbert Ráduly (UDMR) redevine primar al municipiului.
| Uniunea Democrată Maghiară din România | Kálmán Róbert Ráduly | 10.404 | 63,73% |
| Partidul Civic Maghiar                 | Martin Bokor         | 2.059  | 12,61% |

Consiliul Local Miercurea Ciuc
Componența Consiliului Local Miercurea Ciuc (19 consilieri):
|       | Partid                                      | Consilieri | Componența Consiliului | Componența Consiliului | Componența Consiliului | Componența Consiliului | Componența Consiliului | Componența Consiliului | Componența Consiliului | Componența Consiliului | Componența Consiliului | Componența Consiliului | Componența Consiliului | Componența Consiliului | Componența Consiliului |
| ----- | ------------------------------------------- | ---------- | ---------------------- | ---------------------- | ---------------------- | ---------------------- | ---------------------- | ---------------------- | ---------------------- | ---------------------- | ---------------------- | ---------------------- | ---------------------- | ---------------------- | ---------------------- |
| 68,5% | Uniunea Democrată a Maghiarilor din România | 13         |                        |                        |                        |                        |                        |                        |                        |                        |                        |                        |                        |                        |                        |
| 10,5% | Uniunea Social-Liberală                     | 2          |                        |                        |                        |                        |                        |                        |                        |                        |                        |                        |                        |                        |                        |
| 10,5% | Partidul Popular Maghiar din Transilvania   | 2          |                        |                        |                        |                        |                        |                        |                        |                        |                        |                        |                        |                        |                        |
| 10,5% | Partidul Civic Maghiar                      | 2          |                        |                        |                        |                        |                        |                        |                        |                        |                        |                        |                        |                        |                        |

### Județul Hunedoara
Președintele Consiliului Județean ales este Mircea Ioan Moloț (USL).
Consiliul Județean Hunedoara
Componența Consiliului Județean Hunedoara (32 de consilieri):
|       | Partid                                  | Consilieri | Componența Consiliului | Componența Consiliului | Componența Consiliului | Componența Consiliului | Componența Consiliului | Componența Consiliului | Componența Consiliului | Componența Consiliului | Componența Consiliului | Componența Consiliului | Componența Consiliului | Componența Consiliului | Componența Consiliului | Componența Consiliului | Componența Consiliului | Componența Consiliului | Componența Consiliului |
| ----- | --------------------------------------- | ---------- | ---------------------- | ---------------------- | ---------------------- | ---------------------- | ---------------------- | ---------------------- | ---------------------- | ---------------------- | ---------------------- | ---------------------- | ---------------------- | ---------------------- | ---------------------- | ---------------------- | ---------------------- | ---------------------- | ---------------------- |
| 53,1% | Uniunea Social-Liberală                 | 17         |                        |                        |                        |                        |                        |                        |                        |                        |                        |                        |                        |                        |                        |                        |                        |                        |                        |
| 34,4% | Uniunea Social Populară(PDL+UNPR+PNȚCD) | 11         |                        |                        |                        |                        |                        |                        |                        |                        |                        |                        |                        |                        |                        |                        |                        |                        |                        |
| 12,5% | Partidul Poporului – Dan Diaconescu     | 4          |                        |                        |                        |                        |                        |                        |                        |                        |                        |                        |                        |                        |                        |                        |                        |                        |                        |

#### Municipiul Deva
Petru Mărgineanu (USL) a câștigat mandatl de primar al municipiului.
| Uniunea Social-Liberală                 | Petru Mărgineanu    | 14.768 | 46,63% |
| Uniunea Social Populară(PDL+UNPR+PNȚCD) | Dorin Ovidiu Gligor | 8.881  | 28,04% |

Consiliul Local Deva
Componența Consiliului Local Deva (21 de consilieri):
|       | Partid                                      | Consilieri | Componența Consiliului | Componența Consiliului | Componența Consiliului | Componența Consiliului | Componența Consiliului | Componența Consiliului | Componența Consiliului | Componența Consiliului | Componența Consiliului | Componența Consiliului |
| ----- | ------------------------------------------- | ---------- | ---------------------- | ---------------------- | ---------------------- | ---------------------- | ---------------------- | ---------------------- | ---------------------- | ---------------------- | ---------------------- | ---------------------- |
| 47,6% | Uniunea Social-Liberală                     | 10         |                        |                        |                        |                        |                        |                        |                        |                        |                        |                        |
| 38,1% | Uniunea Social Populară(PDL+UNPR+PNȚCD)     | 8          |                        |                        |                        |                        |                        |                        |                        |                        |                        |                        |
| 9,5%  | Partidul Poporului – Dan Diaconescu         | 2          |                        |                        |                        |                        |                        |                        |                        |                        |                        |                        |
| 4,8%  | Uniunea Democrată a Maghiarilor din România | 1          |                        |                        |                        |                        |                        |                        |                        |                        |                        |                        |

### Județul Ialomița
Vaslie Ciupercă (USL) este ales Președinte al Consiliului Județean Ialomița. 
Consiliul Județean Ialomița
Componența Consiliului Județean Ialomița (30 de consilieri):
|       | Partid                              | Consilieri | Componența Consiliului | Componența Consiliului | Componența Consiliului | Componența Consiliului | Componența Consiliului | Componența Consiliului | Componența Consiliului | Componența Consiliului | Componența Consiliului | Componența Consiliului | Componența Consiliului | Componența Consiliului | Componența Consiliului | Componența Consiliului | Componența Consiliului | Componența Consiliului | Componența Consiliului | Componența Consiliului | Componența Consiliului | Componența Consiliului |
| ----- | ----------------------------------- | ---------- | ---------------------- | ---------------------- | ---------------------- | ---------------------- | ---------------------- | ---------------------- | ---------------------- | ---------------------- | ---------------------- | ---------------------- | ---------------------- | ---------------------- | ---------------------- | ---------------------- | ---------------------- | ---------------------- | ---------------------- | ---------------------- | ---------------------- | ---------------------- |
| 66,7% | Uniunea Social-Liberală             | 20         |                        |                        |                        |                        |                        |                        |                        |                        |                        |                        |                        |                        |                        |                        |                        |                        |                        |                        |                        |                        |
| 23,3% | Alianța pentru Ialomița(PDL+UNPR)   | 7          |                        |                        |                        |                        |                        |                        |                        |                        |                        |                        |                        |                        |                        |                        |                        |                        |                        |                        |                        |                        |
| 10%   | Partidul Poporului – Dan Diaconescu | 3          |                        |                        |                        |                        |                        |                        |                        |                        |                        |                        |                        |                        |                        |                        |                        |                        |                        |                        |                        |                        |

#### Municipiul Slobozia
Alexandru Stoica (USL) câștigă mandatul de primar al municipiului.
| Uniunea Social-Liberală           | Alexandru Stoica | 10.083 | 45,34% |
| Alianța pentru Ialomița(PDL+UNPR) | Petru Teculescu  | 4.790  | 21,54% |

Consiliul Local Slobozia
Componența Consiliului Local Constanța (21 de consilieri):
|       | Partid                              | Consilieri | Componența Consiliului | Componența Consiliului | Componența Consiliului | Componența Consiliului | Componența Consiliului | Componența Consiliului | Componența Consiliului | Componența Consiliului | Componența Consiliului | Componența Consiliului | Componența Consiliului | Componența Consiliului |
| ----- | ----------------------------------- | ---------- | ---------------------- | ---------------------- | ---------------------- | ---------------------- | ---------------------- | ---------------------- | ---------------------- | ---------------------- | ---------------------- | ---------------------- | ---------------------- | ---------------------- |
| 57,2% | Uniunea Social-Liberală             | 12         |                        |                        |                        |                        |                        |                        |                        |                        |                        |                        |                        |                        |
| 23,8% | Alianța pentru Ialomița(PDL+UNPR)   | 5          |                        |                        |                        |                        |                        |                        |                        |                        |                        |                        |                        |                        |
| 9,5%  | Partidul Ecologist Român            | 2          |                        |                        |                        |                        |                        |                        |                        |                        |                        |                        |                        |                        |
| 9,5%  | Partidul Poporului – Dan Diaconescu | 2          |                        |                        |                        |                        |                        |                        |                        |                        |                        |                        |                        |                        |

### Județul Iași
Cristian Adomniței (USL) devine Președinte al Consiliului Județean Iași.
Consiliul Județean Iași
Componența Consiliului Județean Iași (36 de consilieri):
|       | Partid                              | Consilieri | Componența Consiliului | Componența Consiliului | Componența Consiliului | Componența Consiliului | Componența Consiliului | Componența Consiliului | Componența Consiliului | Componența Consiliului | Componența Consiliului | Componența Consiliului | Componența Consiliului | Componența Consiliului | Componența Consiliului | Componența Consiliului | Componența Consiliului | Componența Consiliului | Componența Consiliului | Componența Consiliului | Componența Consiliului | Componența Consiliului | Componența Consiliului | Componența Consiliului | Componența Consiliului | Componența Consiliului | Componența Consiliului |
| ----- | ----------------------------------- | ---------- | ---------------------- | ---------------------- | ---------------------- | ---------------------- | ---------------------- | ---------------------- | ---------------------- | ---------------------- | ---------------------- | ---------------------- | ---------------------- | ---------------------- | ---------------------- | ---------------------- | ---------------------- | ---------------------- | ---------------------- | ---------------------- | ---------------------- | ---------------------- | ---------------------- | ---------------------- | ---------------------- | ---------------------- | ---------------------- |
| 69,5% | Uniunea Social-Liberală             | 25         |                        |                        |                        |                        |                        |                        |                        |                        |                        |                        |                        |                        |                        |                        |                        |                        |                        |                        |                        |                        |                        |                        |                        |                        |                        |
| 19,4% | Partidul Democrat Liberal           | 7          |                        |                        |                        |                        |                        |                        |                        |                        |                        |                        |                        |                        |                        |                        |                        |                        |                        |                        |                        |                        |                        |                        |                        |                        |                        |
| 11,1% | Partidul Poporului – Dan Diaconescu | 4          |                        |                        |                        |                        |                        |                        |                        |                        |                        |                        |                        |                        |                        |                        |                        |                        |                        |                        |                        |                        |                        |                        |                        |                        |                        |

#### Municipiul Iași
Gheorghe Nichita (USL) câștigă un nou mandat de primar al municipiului Iași.
| Uniunea Social-Liberală | Gheorghe Nichita | 70.463 | 59,49% |
| Alianța pentru Iași     | Tudor Ciuhodaru  | 16.972 | 14,32% |

Consiliul Local Iași
Consiliul local al municipiului Iași este compus din 27 de consilieri, împărțiți astfel:
|       | Partid                              | Locuri | Componența Consiliului | Componența Consiliului | Componența Consiliului | Componența Consiliului | Componența Consiliului | Componența Consiliului | Componența Consiliului | Componența Consiliului | Componența Consiliului | Componența Consiliului | Componența Consiliului | Componența Consiliului | Componența Consiliului | Componența Consiliului | Componența Consiliului | Componența Consiliului | Componența Consiliului | Componența Consiliului | Componența Consiliului |
| ----- | ----------------------------------- | ------ | ---------------------- | ---------------------- | ---------------------- | ---------------------- | ---------------------- | ---------------------- | ---------------------- | ---------------------- | ---------------------- | ---------------------- | ---------------------- | ---------------------- | ---------------------- | ---------------------- | ---------------------- | ---------------------- | ---------------------- | ---------------------- | ---------------------- |
| 70,4% | Uniunea Social-Liberală             | 19     |                        |                        |                        |                        |                        |                        |                        |                        |                        |                        |                        |                        |                        |                        |                        |                        |                        |                        |                        |
| 18,5% | Partidul Democrat Liberal           | 5      |                        |                        |                        |                        |                        |                        |                        |                        |                        |                        |                        |                        |                        |                        |                        |                        |                        |                        |                        |
| 11,1% | Partidul Poporului – Dan Diaconescu | 3      |                        |                        |                        |                        |                        |                        |                        |                        |                        |                        |                        |                        |                        |                        |                        |                        |                        |                        |                        |

### Județul Ilfov
Marian Petrache (USL) este ales Președintele al Consiliului Județean Ilfov.
Consiliul Județean Ilfov
Componența Consiliului Județean Ilfov (30 de consilieri):
|       | Partid                                      | Consilieri | Componența Consiliului | Componența Consiliului | Componența Consiliului | Componența Consiliului | Componența Consiliului | Componența Consiliului | Componența Consiliului | Componența Consiliului | Componența Consiliului | Componența Consiliului | Componența Consiliului | Componența Consiliului | Componența Consiliului | Componența Consiliului | Componența Consiliului | Componența Consiliului | Componența Consiliului | Componența Consiliului |
| ----- | ------------------------------------------- | ---------- | ---------------------- | ---------------------- | ---------------------- | ---------------------- | ---------------------- | ---------------------- | ---------------------- | ---------------------- | ---------------------- | ---------------------- | ---------------------- | ---------------------- | ---------------------- | ---------------------- | ---------------------- | ---------------------- | ---------------------- | ---------------------- |
| 60%   | Uniunea Social-Liberală                     | 18         |                        |                        |                        |                        |                        |                        |                        |                        |                        |                        |                        |                        |                        |                        |                        |                        |                        |                        |
| 23,3% | Partidul Democrat Liberal                   | 7          |                        |                        |                        |                        |                        |                        |                        |                        |                        |                        |                        |                        |                        |                        |                        |                        |                        |                        |
| 10%   | Partidul Poporului – Dan Diaconescu         | 3          |                        |                        |                        |                        |                        |                        |                        |                        |                        |                        |                        |                        |                        |                        |                        |                        |                        |                        |
| 6,7%  | Uniunea Națională pentru Progresul României | 2          |                        |                        |                        |                        |                        |                        |                        |                        |                        |                        |                        |                        |                        |                        |                        |                        |                        |                        |

### Județul Maramureș
Președintele Consiliului Județean ales este Zamfir Ciceu (USL).
Consiliul Județean Maramureș
Componența Consiliului Județean Maramureș (34 de consilieri):
|       | Partid                                      | Consilieri | Componența Consiliului | Componența Consiliului | Componența Consiliului | Componența Consiliului | Componența Consiliului | Componența Consiliului | Componența Consiliului | Componența Consiliului | Componența Consiliului | Componența Consiliului | Componența Consiliului | Componența Consiliului | Componența Consiliului | Componența Consiliului | Componența Consiliului | Componența Consiliului | Componența Consiliului | Componența Consiliului | Componența Consiliului | Componența Consiliului |
| ----- | ------------------------------------------- | ---------- | ---------------------- | ---------------------- | ---------------------- | ---------------------- | ---------------------- | ---------------------- | ---------------------- | ---------------------- | ---------------------- | ---------------------- | ---------------------- | ---------------------- | ---------------------- | ---------------------- | ---------------------- | ---------------------- | ---------------------- | ---------------------- | ---------------------- | ---------------------- |
| 58,8% | Uniunea Social-Liberală                     | 20         |                        |                        |                        |                        |                        |                        |                        |                        |                        |                        |                        |                        |                        |                        |                        |                        |                        |                        |                        |                        |
| 26,5% | Uniunea pentru Maramureș(PDL+UNPR)          | 9          |                        |                        |                        |                        |                        |                        |                        |                        |                        |                        |                        |                        |                        |                        |                        |                        |                        |                        |                        |                        |
| 8,8%  | Partidul Poporului – Dan Diaconescu         | 3          |                        |                        |                        |                        |                        |                        |                        |                        |                        |                        |                        |                        |                        |                        |                        |                        |                        |                        |                        |                        |
| 5,9%  | Uniunea Democrată a Maghiarilor din România | 2          |                        |                        |                        |                        |                        |                        |                        |                        |                        |                        |                        |                        |                        |                        |                        |                        |                        |                        |                        |                        |

#### Municipiul Baia Mare
Cătălin Cherecheș (USL) a câștigat mandatul de primar al municipiului.
| Uniunea Social-Liberală            | Cătălin Cherecheș | 44.239 | 86,03% |
| Uniunea pentru Maramureș(PDL+UNPR) | Ștefan Pop        | 2.785  | 5,41%  |

Consiliul Local Baia Mare
Componența Consiliului Local Baia Mare (23 de consilieri):
|       | Partid                                      | Consilieri | Componența Consiliului | Componența Consiliului | Componența Consiliului | Componența Consiliului | Componența Consiliului | Componența Consiliului | Componența Consiliului | Componența Consiliului | Componența Consiliului | Componența Consiliului | Componența Consiliului | Componența Consiliului | Componența Consiliului | Componența Consiliului | Componența Consiliului | Componența Consiliului | Componența Consiliului |
| ----- | ------------------------------------------- | ---------- | ---------------------- | ---------------------- | ---------------------- | ---------------------- | ---------------------- | ---------------------- | ---------------------- | ---------------------- | ---------------------- | ---------------------- | ---------------------- | ---------------------- | ---------------------- | ---------------------- | ---------------------- | ---------------------- | ---------------------- |
| 73,9% | Uniunea Social-Liberală                     | 17         |                        |                        |                        |                        |                        |                        |                        |                        |                        |                        |                        |                        |                        |                        |                        |                        |                        |
| 8,7%  | Partidul Poporului – Dan Diaconescu         | 2          |                        |                        |                        |                        |                        |                        |                        |                        |                        |                        |                        |                        |                        |                        |                        |                        |                        |
| 8,7%  | Uniunea Democrată a Maghiarilor din România | 2          |                        |                        |                        |                        |                        |                        |                        |                        |                        |                        |                        |                        |                        |                        |                        |                        |                        |
| 8,7%  | Uniunea pentru Maramureș(PDL+UNPR)          | 2          |                        |                        |                        |                        |                        |                        |                        |                        |                        |                        |                        |                        |                        |                        |                        |                        |                        |

### Județul Mehedinți
Adrian Ioan Duicu (USL) este ales Președinte al Consiliului Județean Mehedinți.
Consiliul Județean Mehedinți
Componența Consiliului Județean Mehedinți (30 de consilieri):
|       | Partid                                             | Consilieri | Componența Consiliului | Componența Consiliului | Componența Consiliului | Componența Consiliului | Componența Consiliului | Componența Consiliului | Componența Consiliului | Componența Consiliului | Componența Consiliului | Componența Consiliului | Componența Consiliului | Componența Consiliului | Componența Consiliului | Componența Consiliului | Componența Consiliului |
| ----- | -------------------------------------------------- | ---------- | ---------------------- | ---------------------- | ---------------------- | ---------------------- | ---------------------- | ---------------------- | ---------------------- | ---------------------- | ---------------------- | ---------------------- | ---------------------- | ---------------------- | ---------------------- | ---------------------- | ---------------------- |
| 50%   | Uniunea Social-Liberală                            | 15         |                        |                        |                        |                        |                        |                        |                        |                        |                        |                        |                        |                        |                        |                        |                        |
| 43,3% | Mișcarea pentru noul Mehedinți(PDL+UNPR+PNȚCD+PER) | 13         |                        |                        |                        |                        |                        |                        |                        |                        |                        |                        |                        |                        |                        |                        |                        |
| 6,7%  | Partidul Poporului – Dan Diaconescu                | 2          |                        |                        |                        |                        |                        |                        |                        |                        |                        |                        |                        |                        |                        |                        |                        |

#### Municipiul Drobeta Turnu Severin
Constantin Gherghe (PDL) câștigă un nou mandat de primar al municipiului Drobeta Turnu Severin.
| Mișcarea pentru noul Mehedinți(PDL+UNPR+PNȚCD+PER) | Constantin Gherghe | 29.627 | 62,53% |
| Uniunea Social-Liberală                            | Marius Screciu     | 14.077 | 29,71% |

Consiliul Local Drobeta Turnu Severin
Componența Consiliului Local Drobeta Turnu Severin (23 de consilieri):
|       | Partid                                             | Consilieri | Componența Consiliului | Componența Consiliului | Componența Consiliului | Componența Consiliului | Componența Consiliului | Componența Consiliului | Componența Consiliului | Componența Consiliului | Componența Consiliului | Componența Consiliului | Componența Consiliului | Componența Consiliului |
| ----- | -------------------------------------------------- | ---------- | ---------------------- | ---------------------- | ---------------------- | ---------------------- | ---------------------- | ---------------------- | ---------------------- | ---------------------- | ---------------------- | ---------------------- | ---------------------- | ---------------------- |
| 52,2% | Mișcarea pentru noul Mehedinți(PDL+UNPR+PNȚCD+PER) | 12         |                        |                        |                        |                        |                        |                        |                        |                        |                        |                        |                        |                        |
| 47,8% | Uniunea Social-Liberală                            | 11         |                        |                        |                        |                        |                        |                        |                        |                        |                        |                        |                        |                        |

### Județul Mureș
Ciprian Dobre (USL) este ales Președinte al Consiliului Județean Mureș.
Consiliul Județean Mureș
Componența Consiliului Județean Mureș (34 de consilieri):
|       | Partid                                 | Consilieri | Componența Consiliului | Componența Consiliului | Componența Consiliului | Componența Consiliului | Componența Consiliului | Componența Consiliului | Componența Consiliului | Componența Consiliului | Componența Consiliului | Componența Consiliului | Componența Consiliului | Componența Consiliului | Componența Consiliului |
| ----- | -------------------------------------- | ---------- | ---------------------- | ---------------------- | ---------------------- | ---------------------- | ---------------------- | ---------------------- | ---------------------- | ---------------------- | ---------------------- | ---------------------- | ---------------------- | ---------------------- | ---------------------- |
| 38,2% | Uniunea Social-Liberală                | 13         |                        |                        |                        |                        |                        |                        |                        |                        |                        |                        |                        |                        |                        |
| 38,2% | Uniunea Democrată Maghiară din România | 13         |                        |                        |                        |                        |                        |                        |                        |                        |                        |                        |                        |                        |                        |
| 17,6% | Alianța pentru Mureș(PDL+UNPR+PER)     | 6          |                        |                        |                        |                        |                        |                        |                        |                        |                        |                        |                        |                        |                        |
| 6%    | Partidul Poporului – Dan Diaconescu    | 2          |                        |                        |                        |                        |                        |                        |                        |                        |                        |                        |                        |                        |                        |

#### Municipiul Târgu Mureș
Dorin Florea (PDL) este reales primar al municipiului Târgu Mureș.
| Alianța pentru Mureș(PDL+UNPR+PER)     | Dorin Florea  | 38.757 | 50,07% |
| Uniunea Democrată Maghiară din România | György Frunda | 28.837 | 37,26% |

Consiliul Local Târgu Mureș
Componența Consiliului Târgu Mureș (23 de consilieri):
|       | Partid                                 | Consilieri | Componența Consiliului | Componența Consiliului | Componența Consiliului | Componența Consiliului | Componența Consiliului | Componența Consiliului | Componența Consiliului | Componența Consiliului | Componența Consiliului | Componența Consiliului |
| ----- | -------------------------------------- | ---------- | ---------------------- | ---------------------- | ---------------------- | ---------------------- | ---------------------- | ---------------------- | ---------------------- | ---------------------- | ---------------------- | ---------------------- |
| 43,5% | Uniunea Democrată Maghiară din România | 10         |                        |                        |                        |                        |                        |                        |                        |                        |                        |                        |
| 30,4% | Alianța pentru Mureș(PDL+UNPR+PER)     | 7          |                        |                        |                        |                        |                        |                        |                        |                        |                        |                        |
| 26,1% | Uniunea Social-Liberală                | 6          |                        |                        |                        |                        |                        |                        |                        |                        |                        |                        |

### Județul Neamț
Culiță Tărâță (APEL) a fost ales în funcția de Președinte al Consiliului Județean Neamț.
Consiliul Județean Neamț
Componența Consiliului Județean Neamț (34 de consilieri):
|       | Partid                                            | Consilieri | Componența Consiliului | Componența Consiliului | Componența Consiliului | Componența Consiliului | Componența Consiliului | Componența Consiliului | Componența Consiliului | Componența Consiliului | Componența Consiliului | Componența Consiliului | Componența Consiliului | Componența Consiliului | Componența Consiliului | Componența Consiliului | Componența Consiliului |
| ----- | ------------------------------------------------- | ---------- | ---------------------- | ---------------------- | ---------------------- | ---------------------- | ---------------------- | ---------------------- | ---------------------- | ---------------------- | ---------------------- | ---------------------- | ---------------------- | ---------------------- | ---------------------- | ---------------------- | ---------------------- |
| 44,1% | Uniunea Social-Liberală                           | 15         |                        |                        |                        |                        |                        |                        |                        |                        |                        |                        |                        |                        |                        |                        |                        |
| 41,2% | Alianța Electorală Populară Progresistă(PDL+UNPR) | 14         |                        |                        |                        |                        |                        |                        |                        |                        |                        |                        |                        |                        |                        |                        |                        |
| 14,7% | Partidul Poporului – Dan Diaconescu               | 5          |                        |                        |                        |                        |                        |                        |                        |                        |                        |                        |                        |                        |                        |                        |                        |

#### Municipiul Piatra Neamț
Gheorghe Ștefan (APEL) a obținut un nou mandat de primar.
| Alianța Electorală Populară Progresistă(PDL+UNPR) | Gheorghe Ștefan  | 20.040 | 43,10% |
| Uniunea Social-Liberală                           | Vasile Drăgușanu | 17.387 | 37,40% |

Consiliul Local Piatra Neamț
Componența Consiliului Local Piatra Neamț (23 de consilieri):
|       | Partid                                            | Consilieri | Componența Consiliului | Componența Consiliului | Componența Consiliului | Componența Consiliului | Componența Consiliului | Componența Consiliului | Componența Consiliului | Componența Consiliului | Componența Consiliului | Componența Consiliului | Componența Consiliului |
| ----- | ------------------------------------------------- | ---------- | ---------------------- | ---------------------- | ---------------------- | ---------------------- | ---------------------- | ---------------------- | ---------------------- | ---------------------- | ---------------------- | ---------------------- | ---------------------- |
| 47,8% | Uniunea Social-Liberală                           | 11         |                        |                        |                        |                        |                        |                        |                        |                        |                        |                        |                        |
| 39,1% | Alianța Electorală Populară Progresistă(PDL+UNPR) | 9          |                        |                        |                        |                        |                        |                        |                        |                        |                        |                        |                        |
| 13,1% | Partidul Poporului – Dan Diaconescu               | 3          |                        |                        |                        |                        |                        |                        |                        |                        |                        |                        |                        |

### Județul Olt
Paul Stănescu (USL) este reales Președinte al Consiliului Județean Olt.
Consiliul Județean Olt
Componența Consiliului Județean Olt (32 de consilieri):
|       | Partid                                      | Consilieri | Componența Consiliului | Componența Consiliului | Componența Consiliului | Componența Consiliului | Componența Consiliului | Componența Consiliului | Componența Consiliului | Componența Consiliului | Componența Consiliului | Componența Consiliului | Componența Consiliului | Componența Consiliului | Componența Consiliului | Componența Consiliului | Componența Consiliului | Componența Consiliului | Componența Consiliului | Componența Consiliului | Componența Consiliului | Componența Consiliului | Componența Consiliului | Componența Consiliului |
| ----- | ------------------------------------------- | ---------- | ---------------------- | ---------------------- | ---------------------- | ---------------------- | ---------------------- | ---------------------- | ---------------------- | ---------------------- | ---------------------- | ---------------------- | ---------------------- | ---------------------- | ---------------------- | ---------------------- | ---------------------- | ---------------------- | ---------------------- | ---------------------- | ---------------------- | ---------------------- | ---------------------- | ---------------------- |
| 68,7% | Uniunea Social-Liberală                     | 22         |                        |                        |                        |                        |                        |                        |                        |                        |                        |                        |                        |                        |                        |                        |                        |                        |                        |                        |                        |                        |                        |                        |
| 12,5% | Partidul Poporului – Dan Diaconescu         | 4          |                        |                        |                        |                        |                        |                        |                        |                        |                        |                        |                        |                        |                        |                        |                        |                        |                        |                        |                        |                        |                        |                        |
| 12,5% | Partidul Democrat Liberal                   | 4          |                        |                        |                        |                        |                        |                        |                        |                        |                        |                        |                        |                        |                        |                        |                        |                        |                        |                        |                        |                        |                        |                        |
| 6,3%  | Uniunea Națională pentru Progresul României | 2          |                        |                        |                        |                        |                        |                        |                        |                        |                        |                        |                        |                        |                        |                        |                        |                        |                        |                        |                        |                        |                        |                        |

#### Municipiul Slatina
Darius Vâlcov (USL) câștigă detașat un nou mandat de primar al municipiului.
| Uniunea Social-Liberală             | Darius Vâlcov    | 22.316 | 66,72% |
| Partidul Poporului – Dan Diaconescu | Laurențiu Moisiu | 3.681  | 11,00% |

Consiliul Local Slatina
Componența Consiliului Local Slatina (21 de consilieri):
|       | Partid                                      | Consilieri | Componența Consiliului | Componența Consiliului | Componența Consiliului | Componența Consiliului | Componența Consiliului | Componența Consiliului | Componența Consiliului | Componența Consiliului | Componența Consiliului | Componența Consiliului | Componența Consiliului | Componența Consiliului | Componența Consiliului | Componența Consiliului |
| ----- | ------------------------------------------- | ---------- | ---------------------- | ---------------------- | ---------------------- | ---------------------- | ---------------------- | ---------------------- | ---------------------- | ---------------------- | ---------------------- | ---------------------- | ---------------------- | ---------------------- | ---------------------- | ---------------------- |
| 66,7% | Uniunea Social-Liberală                     | 14         |                        |                        |                        |                        |                        |                        |                        |                        |                        |                        |                        |                        |                        |                        |
| 14,3% | Partidul Poporului – Dan Diaconescu         | 3          |                        |                        |                        |                        |                        |                        |                        |                        |                        |                        |                        |                        |                        |                        |
| 9,5%  | Uniunea Națională pentru Progresul României | 2          |                        |                        |                        |                        |                        |                        |                        |                        |                        |                        |                        |                        |                        |                        |
| 9,5%  | Partidul Democrat Liberal                   | 2          |                        |                        |                        |                        |                        |                        |                        |                        |                        |                        |                        |                        |                        |                        |

### Județul Prahova
Mircea Cosma (USL) este reales Președinte al Consiliului Județean Prahova.
Consiliul Județean Prahova
Componența Consiliului Județean Prahova (36 de consilieri):
|       | Partid                              | Consilieri | Componența Consiliului | Componența Consiliului | Componența Consiliului | Componența Consiliului | Componența Consiliului | Componența Consiliului | Componența Consiliului | Componența Consiliului | Componența Consiliului | Componența Consiliului | Componența Consiliului | Componența Consiliului | Componența Consiliului | Componența Consiliului | Componența Consiliului | Componența Consiliului | Componența Consiliului | Componența Consiliului | Componența Consiliului |
| ----- | ----------------------------------- | ---------- | ---------------------- | ---------------------- | ---------------------- | ---------------------- | ---------------------- | ---------------------- | ---------------------- | ---------------------- | ---------------------- | ---------------------- | ---------------------- | ---------------------- | ---------------------- | ---------------------- | ---------------------- | ---------------------- | ---------------------- | ---------------------- | ---------------------- |
| 52,8% | Uniunea Social-Liberală             | 19         |                        |                        |                        |                        |                        |                        |                        |                        |                        |                        |                        |                        |                        |                        |                        |                        |                        |                        |                        |
| 36,1% | Partidul Democrat Liberal           | 13         |                        |                        |                        |                        |                        |                        |                        |                        |                        |                        |                        |                        |                        |                        |                        |                        |                        |                        |                        |
| 11,1% | Partidul Poporului – Dan Diaconescu | 4          |                        |                        |                        |                        |                        |                        |                        |                        |                        |                        |                        |                        |                        |                        |                        |                        |                        |                        |                        |

#### Municipiul Ploiești
Iulian Bădescu (USL) câștigă mandatul de primar al municipiului.
| Uniunea Social-Liberală   | Iulian Bădescu    | 49.728 | 45,13% |
| Partidul Democrat-Liberal | Andrei Volosevici | 48.077 | 43,63% |

Consiliul Local Ploiești
Componența Consiliului Local Ploiești (27 de consilieri):
|       | Partid                              | Consilieri | Componența Consiliului | Componența Consiliului | Componența Consiliului | Componența Consiliului | Componența Consiliului | Componența Consiliului | Componența Consiliului | Componența Consiliului | Componența Consiliului | Componența Consiliului | Componența Consiliului | Componența Consiliului | Componența Consiliului | Componența Consiliului |
| ----- | ----------------------------------- | ---------- | ---------------------- | ---------------------- | ---------------------- | ---------------------- | ---------------------- | ---------------------- | ---------------------- | ---------------------- | ---------------------- | ---------------------- | ---------------------- | ---------------------- | ---------------------- | ---------------------- |
| 51,9% | Uniunea Social-Liberală             | 14         |                        |                        |                        |                        |                        |                        |                        |                        |                        |                        |                        |                        |                        |                        |
| 37%   | Partidul Democrat Liberal           | 10         |                        |                        |                        |                        |                        |                        |                        |                        |                        |                        |                        |                        |                        |                        |
| 11,1% | Partidul Poporului – Dan Diaconescu | 3          |                        |                        |                        |                        |                        |                        |                        |                        |                        |                        |                        |                        |                        |                        |

### Județul Satu Mare
Mihai Adrian Ștef (USL) este ales Președinte al Consiliului Județean Satu Mare.
Consiliul Județean Satu Mare
Componența Consiliului Județean Satu Mare (32 de consilieri):
|       | Partid                                      | Consilieri | Componența Consiliului | Componența Consiliului | Componența Consiliului | Componența Consiliului | Componența Consiliului | Componența Consiliului | Componența Consiliului | Componența Consiliului | Componența Consiliului | Componența Consiliului | Componența Consiliului | Componența Consiliului | Componența Consiliului | Componența Consiliului |
| ----- | ------------------------------------------- | ---------- | ---------------------- | ---------------------- | ---------------------- | ---------------------- | ---------------------- | ---------------------- | ---------------------- | ---------------------- | ---------------------- | ---------------------- | ---------------------- | ---------------------- | ---------------------- | ---------------------- |
| 43.8% | Uniunea Social-Liberala                     | 14         |                        |                        |                        |                        |                        |                        |                        |                        |                        |                        |                        |                        |                        |                        |
| 21.9% | Uniunea Democrată a Maghiarilor din România | 7          |                        |                        |                        |                        |                        |                        |                        |                        |                        |                        |                        |                        |                        |                        |
| 18.8% | Partidul Democrat Liberal                   | 6          |                        |                        |                        |                        |                        |                        |                        |                        |                        |                        |                        |                        |                        |                        |
| 9.4%  | Partidul Poporului – Dan Diaconescu         | 3          |                        |                        |                        |                        |                        |                        |                        |                        |                        |                        |                        |                        |                        |                        |

#### Municipiul Satu Mare
Costel Dorel Coica (USL) este ales primar al municipiului Satu Mare.
| Uniunea Social-Liberală                | Costel Dorel Coica | 26.600 | 49.00% |
| Uniunea Democrată Maghiară din România | Iuliu Ilyés        | 20.624 | 37.99% |

Consiliul Local Satu Mare
Componența Consiliului Satu Mare (23 de consilieri):
|       | Partid                                      | Consilieri | Componența Consiliului | Componența Consiliului | Componența Consiliului | Componența Consiliului | Componența Consiliului | Componența Consiliului | Componența Consiliului | Componența Consiliului | Componența Consiliului | Componența Consiliului | Componența Consiliului | Componența Consiliului |
| ----- | ------------------------------------------- | ---------- | ---------------------- | ---------------------- | ---------------------- | ---------------------- | ---------------------- | ---------------------- | ---------------------- | ---------------------- | ---------------------- | ---------------------- | ---------------------- | ---------------------- |
| 52,2% | Uniunea Social-Liberală                     | 12         |                        |                        |                        |                        |                        |                        |                        |                        |                        |                        |                        |                        |
| 39,1% | Uniunea Democrată a Maghiarilor din România | 9          |                        |                        |                        |                        |                        |                        |                        |                        |                        |                        |                        |                        |
| 8,7%  | Partidul Democrat Liberal                   | 2          |                        |                        |                        |                        |                        |                        |                        |                        |                        |                        |                        |                        |

### Județul Sălaj
Tiberiu Marc (USL) este ales Președinte al Consiliului Județean Sălaj.
Consiliul Județean Sălaj
Componența Consiliului Județean Sălaj (30 de consilieri):
|       | Partid                                      | Consilieri | Componența Consiliului | Componența Consiliului | Componența Consiliului | Componența Consiliului | Componența Consiliului | Componența Consiliului | Componența Consiliului | Componența Consiliului | Componența Consiliului | Componența Consiliului | Componența Consiliului | Componența Consiliului | Componența Consiliului | Componența Consiliului |
| ----- | ------------------------------------------- | ---------- | ---------------------- | ---------------------- | ---------------------- | ---------------------- | ---------------------- | ---------------------- | ---------------------- | ---------------------- | ---------------------- | ---------------------- | ---------------------- | ---------------------- | ---------------------- | ---------------------- |
| 46,7% | Uniunea Social-Liberală                     | 14         |                        |                        |                        |                        |                        |                        |                        |                        |                        |                        |                        |                        |                        |                        |
| 23,3% | Uniunea Democrată a Maghiarilor din România | 7          |                        |                        |                        |                        |                        |                        |                        |                        |                        |                        |                        |                        |                        |                        |
| 20%   | Partidul Democrat Liberal                   | 6          |                        |                        |                        |                        |                        |                        |                        |                        |                        |                        |                        |                        |                        |                        |
| 10%   | Partidul Poporului – Dan Diaconescu         | 3          |                        |                        |                        |                        |                        |                        |                        |                        |                        |                        |                        |                        |                        |                        |

#### Municipiul Zalău
Sandu-Victor Căpîlnașiu (USL) este reales primar al municipiului Zalău.
| Uniunea Social-Liberală   | Sandu-Victor Căpîlnașiu | 14.748 | 57.95% |
| Partidul Democrat-Liberal | Ioan Abrudan            | 3.496  | 13.73% |

Consiliul Local Zalău
Componența Consiliului Zalău (21 de consilieri):
|       | Partid                                      | Consilieri | Componența Consiliului | Componența Consiliului | Componența Consiliului | Componența Consiliului | Componența Consiliului | Componența Consiliului | Componența Consiliului | Componența Consiliului | Componența Consiliului | Componența Consiliului | Componența Consiliului | Componența Consiliului |
| ----- | ------------------------------------------- | ---------- | ---------------------- | ---------------------- | ---------------------- | ---------------------- | ---------------------- | ---------------------- | ---------------------- | ---------------------- | ---------------------- | ---------------------- | ---------------------- | ---------------------- |
| 57,1% | Uniunea Social-Liberală                     | 12         |                        |                        |                        |                        |                        |                        |                        |                        |                        |                        |                        |                        |
| 14,3% | Partidul Democrat Liberal                   | 3          |                        |                        |                        |                        |                        |                        |                        |                        |                        |                        |                        |                        |
| 14,3% | Uniunea Democrată a Maghiarilor din România | 3          |                        |                        |                        |                        |                        |                        |                        |                        |                        |                        |                        |                        |
| 14,3% | Partidul Poporului – Dan Diaconescu         | 3          |                        |                        |                        |                        |                        |                        |                        |                        |                        |                        |                        |                        |

### Județul Sibiu

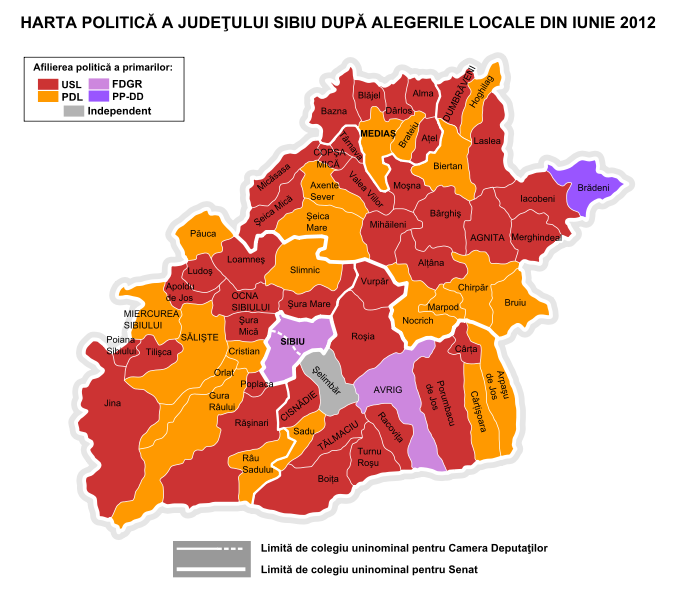
Harta politica Sibiu

Ioan Cindrea (USL) este ales președinte al Consiliului Județean Sibiu.
Consiliul Județean Sibiu
Componența Consiliului Județean Sibiu (32 de membri):
|       | Partid                                     | Consilieri | Componența Consiliului | Componența Consiliului | Componența Consiliului | Componența Consiliului | Componența Consiliului | Componența Consiliului | Componența Consiliului | Componența Consiliului | Componența Consiliului | Componența Consiliului | Componența Consiliului | Componența Consiliului | Componența Consiliului |
| ----- | ------------------------------------------ | ---------- | ---------------------- | ---------------------- | ---------------------- | ---------------------- | ---------------------- | ---------------------- | ---------------------- | ---------------------- | ---------------------- | ---------------------- | ---------------------- | ---------------------- | ---------------------- |
| 40,6% | Uniunea Social-Liberală                    | 13         |                        |                        |                        |                        |                        |                        |                        |                        |                        |                        |                        |                        |                        |
| 28,1% | Forumul Democrat al Germanilor din România | 9          |                        |                        |                        |                        |                        |                        |                        |                        |                        |                        |                        |                        |                        |
| 21,9% | Partidul Democrat Liberal                  | 7          |                        |                        |                        |                        |                        |                        |                        |                        |                        |                        |                        |                        |                        |
| 9,4%  | Partidul Poporului – Dan Diaconescu        | 3          |                        |                        |                        |                        |                        |                        |                        |                        |                        |                        |                        |                        |                        |

#### Municipiul Sibiu
Klaus Johannis (FDGR) câștigă detașat un nou madat de primar.
| Forumul Democrat al Germanilor din România | Klaus Johannis         | 53.281 | 77.89% |
| Uniunea Social-Liberală                    | Floarea Dragoș Marinca | 6.309  | 9.22%  |

Consiliul Local Sibiu
Componența Consiliului Local Sibiu (23 de membri):
|       | Partid                                     | Locuri | Componența Consiliului | Componența Consiliului | Componența Consiliului | Componența Consiliului | Componența Consiliului | Componența Consiliului | Componența Consiliului | Componența Consiliului | Componența Consiliului | Componența Consiliului | Componența Consiliului | Componența Consiliului | Componența Consiliului | Componența Consiliului | Componența Consiliului |
| ----- | ------------------------------------------ | ------ | ---------------------- | ---------------------- | ---------------------- | ---------------------- | ---------------------- | ---------------------- | ---------------------- | ---------------------- | ---------------------- | ---------------------- | ---------------------- | ---------------------- | ---------------------- | ---------------------- | ---------------------- |
| 65,2% | Forumul Democrat al Germanilor din România | 15     |                        |                        |                        |                        |                        |                        |                        |                        |                        |                        |                        |                        |                        |                        |                        |
| 26,1% | Uniunea Social-Liberală                    | 6      |                        |                        |                        |                        |                        |                        |                        |                        |                        |                        |                        |                        |                        |                        |                        |
| 8,7%  | Partidul Democrat-Liberal                  | 2      |                        |                        |                        |                        |                        |                        |                        |                        |                        |                        |                        |                        |                        |                        |                        |

### Județul Suceava

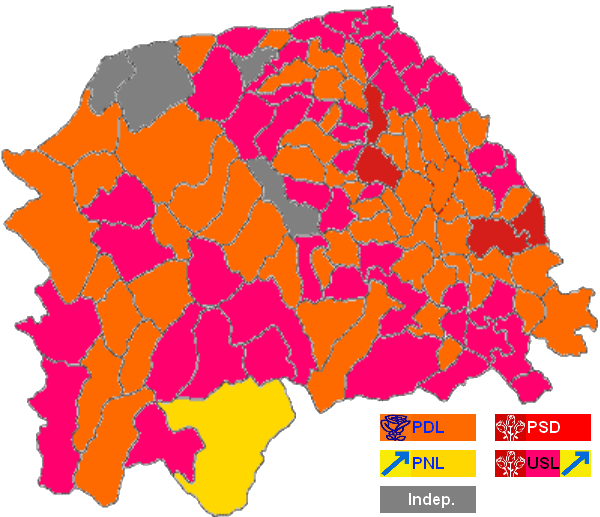
Culoarea politica a primarilor din judetul Suceava

Președintele Consiliului Județean ales este Cătălin Nechifor (USL).
Consiliul Județean Suceava
Componența Consiliului Județean Suceava (36 de consilieri):
|       | Partid                              | Consilieri | Componența Consiliului | Componența Consiliului | Componența Consiliului | Componența Consiliului | Componența Consiliului | Componența Consiliului | Componența Consiliului | Componența Consiliului | Componența Consiliului | Componența Consiliului | Componența Consiliului | Componența Consiliului | Componența Consiliului | Componența Consiliului | Componența Consiliului | Componența Consiliului | Componența Consiliului | Componența Consiliului |
| ----- | ----------------------------------- | ---------- | ---------------------- | ---------------------- | ---------------------- | ---------------------- | ---------------------- | ---------------------- | ---------------------- | ---------------------- | ---------------------- | ---------------------- | ---------------------- | ---------------------- | ---------------------- | ---------------------- | ---------------------- | ---------------------- | ---------------------- | ---------------------- |
| 50%   | Uniunea Social-Liberală             | 18         |                        |                        |                        |                        |                        |                        |                        |                        |                        |                        |                        |                        |                        |                        |                        |                        |                        |                        |
| 41,7% | Partidul Democrat Liberal           | 15         |                        |                        |                        |                        |                        |                        |                        |                        |                        |                        |                        |                        |                        |                        |                        |                        |                        |                        |
| 8,3%  | Partidul Poporului – Dan Diaconescu | 3          |                        |                        |                        |                        |                        |                        |                        |                        |                        |                        |                        |                        |                        |                        |                        |                        |                        |                        |

#### Municipiul Suceava
Ion Lungu (PDL) a câștigat un nou mandat de primar al municipiului.
| Partidul Democrat-Liberal | Ion Lungu         | 22.118 | 45.96% |
| Uniunea Social-Liberală   | Alexandru Băișanu | 20.921 | 43.47% |

Consiliul Local Suceava
Componența Consiliului Local Suceava (23 de consilieri):
|       | Partid                              | Consilieri | Componența Consiliului | Componența Consiliului | Componența Consiliului | Componența Consiliului | Componența Consiliului | Componența Consiliului | Componența Consiliului | Componența Consiliului | Componența Consiliului | Componența Consiliului | Componența Consiliului | Componența Consiliului |
| ----- | ----------------------------------- | ---------- | ---------------------- | ---------------------- | ---------------------- | ---------------------- | ---------------------- | ---------------------- | ---------------------- | ---------------------- | ---------------------- | ---------------------- | ---------------------- | ---------------------- |
| 52,2% | Uniunea Social-Liberală             | 12         |                        |                        |                        |                        |                        |                        |                        |                        |                        |                        |                        |                        |
| 43,5% | Partidul Democrat Liberal           | 10         |                        |                        |                        |                        |                        |                        |                        |                        |                        |                        |                        |                        |
| 4,3%  | Partidul Poporului – Dan Diaconescu | 1          |                        |                        |                        |                        |                        |                        |                        |                        |                        |                        |                        |                        |

### Județul Teleorman
Președintele Consiliului Județean ales este Liviu Dragnea (USL).
Consiliul Județean Teleorman
Componența Consiliului Județean Teleorman (32 de consilieri):
|       | Partid                              | Consilieri | Componența Consiliului | Componența Consiliului | Componența Consiliului | Componența Consiliului | Componența Consiliului | Componența Consiliului | Componența Consiliului | Componența Consiliului | Componența Consiliului | Componența Consiliului | Componența Consiliului | Componența Consiliului | Componența Consiliului | Componența Consiliului | Componența Consiliului | Componența Consiliului | Componența Consiliului | Componența Consiliului | Componența Consiliului | Componența Consiliului | Componența Consiliului | Componența Consiliului |
| ----- | ----------------------------------- | ---------- | ---------------------- | ---------------------- | ---------------------- | ---------------------- | ---------------------- | ---------------------- | ---------------------- | ---------------------- | ---------------------- | ---------------------- | ---------------------- | ---------------------- | ---------------------- | ---------------------- | ---------------------- | ---------------------- | ---------------------- | ---------------------- | ---------------------- | ---------------------- | ---------------------- | ---------------------- |
| 68,8% | Uniunea Social-Liberală             | 22         |                        |                        |                        |                        |                        |                        |                        |                        |                        |                        |                        |                        |                        |                        |                        |                        |                        |                        |                        |                        |                        |                        |
| 25%   | Alianța pentru Teleorman(PDL+PNȚCD) | 8          |                        |                        |                        |                        |                        |                        |                        |                        |                        |                        |                        |                        |                        |                        |                        |                        |                        |                        |                        |                        |                        |                        |
| 6,2%  | Partidul Poporului – Dan Diaconescu | 2          |                        |                        |                        |                        |                        |                        |                        |                        |                        |                        |                        |                        |                        |                        |                        |                        |                        |                        |                        |                        |                        |                        |

#### Municipiul Alexandria
Victor Drăgușin (USL) a câștigat mandatul de primar al municipiului.
| Uniunea Social-Liberală             | Victor Drăgușin | 16.427 | 74.11% |
| Partidul Poporului – Dan Diaconescu | Stelică Tălpigă | 2.384  | 10.75% |

Consiliul Local Alexandria
Componența Consiliului Local Alexandria (21 de consilieri):
|       | Partid                              | Consilieri | Componența Consiliului | Componența Consiliului | Componența Consiliului | Componența Consiliului | Componența Consiliului | Componența Consiliului | Componența Consiliului | Componența Consiliului | Componența Consiliului | Componența Consiliului | Componența Consiliului | Componența Consiliului | Componența Consiliului |
| ----- | ----------------------------------- | ---------- | ---------------------- | ---------------------- | ---------------------- | ---------------------- | ---------------------- | ---------------------- | ---------------------- | ---------------------- | ---------------------- | ---------------------- | ---------------------- | ---------------------- | ---------------------- |
| 68,4% | Uniunea Social-Liberală             | 13         |                        |                        |                        |                        |                        |                        |                        |                        |                        |                        |                        |                        |                        |
| 15,8% | Alianța pentru Teleorman(PDL+PNȚCD) | 3          |                        |                        |                        |                        |                        |                        |                        |                        |                        |                        |                        |                        |                        |
| 15,8% | Partidul Poporului – Dan Diaconescu | 3          |                        |                        |                        |                        |                        |                        |                        |                        |                        |                        |                        |                        |                        |

### Județul Timiș
Titu Bojin (USL) este ales Președinte al Consiliului Județean Timiș.
Consiliul Județean Timiș
Componența Consiliului Județean Timiș (36 de consilieri):
|       | Partid                              | Consilieri | Componența Consiliului | Componența Consiliului | Componența Consiliului | Componența Consiliului | Componența Consiliului | Componența Consiliului | Componența Consiliului | Componența Consiliului | Componența Consiliului | Componența Consiliului | Componența Consiliului | Componența Consiliului | Componența Consiliului | Componența Consiliului | Componența Consiliului | Componența Consiliului | Componența Consiliului | Componența Consiliului | Componența Consiliului | Componența Consiliului | Componența Consiliului |
| ----- | ----------------------------------- | ---------- | ---------------------- | ---------------------- | ---------------------- | ---------------------- | ---------------------- | ---------------------- | ---------------------- | ---------------------- | ---------------------- | ---------------------- | ---------------------- | ---------------------- | ---------------------- | ---------------------- | ---------------------- | ---------------------- | ---------------------- | ---------------------- | ---------------------- | ---------------------- | ---------------------- |
| 58,3% | Uniunea Social-Liberală             | 21         |                        |                        |                        |                        |                        |                        |                        |                        |                        |                        |                        |                        |                        |                        |                        |                        |                        |                        |                        |                        |                        |
| 30,6% | Partidul Democrat Liberal           | 11         |                        |                        |                        |                        |                        |                        |                        |                        |                        |                        |                        |                        |                        |                        |                        |                        |                        |                        |                        |                        |                        |
| 11,1% | Partidul Poporului – Dan Diaconescu | 4          |                        |                        |                        |                        |                        |                        |                        |                        |                        |                        |                        |                        |                        |                        |                        |                        |                        |                        |                        |                        |                        |

#### Municipiul Timișoara
Nicolae Robu (USL) câștigă mandatul de primar.
| Uniunea Social-Liberală          | Nicolae Robu | 55.422 | 49.76% |
| Uniunea pentru Timiș(PNȚCD+FDGR) | Adrian Orza  | 26.049 | 23.38% |

Consiliul Local Timișoara
Componența Consiliului Local Timișoara (27 de consilieri):
|       | Partid                              | Consilieri | Componența Consiliului | Componența Consiliului | Componența Consiliului | Componența Consiliului | Componența Consiliului | Componența Consiliului | Componența Consiliului | Componența Consiliului | Componența Consiliului | Componența Consiliului | Componența Consiliului | Componența Consiliului | Componența Consiliului | Componența Consiliului | Componența Consiliului |
| ----- | ----------------------------------- | ---------- | ---------------------- | ---------------------- | ---------------------- | ---------------------- | ---------------------- | ---------------------- | ---------------------- | ---------------------- | ---------------------- | ---------------------- | ---------------------- | ---------------------- | ---------------------- | ---------------------- | ---------------------- |
| 55,6% | Uniunea Social-Liberală             | 15         |                        |                        |                        |                        |                        |                        |                        |                        |                        |                        |                        |                        |                        |                        |                        |
| 18,5% | Partidul Democrat Liberal           | 5          |                        |                        |                        |                        |                        |                        |                        |                        |                        |                        |                        |                        |                        |                        |                        |
| 14,8% | Uniunea pentru Timiș(PNȚCD+FDGR)    | 4          |                        |                        |                        |                        |                        |                        |                        |                        |                        |                        |                        |                        |                        |                        |                        |
| 11,1% | Partidul Poporului – Dan Diaconescu | 3          |                        |                        |                        |                        |                        |                        |                        |                        |                        |                        |                        |                        |                        |                        |                        |

### Județul Tulcea
Horia Teodorescu (USL) a fost ales în funcția de Președinte al Consiliului Județean Tulcea.
Consiliul Județean Tulcea
Componența Consiliului Județean Tulcea (30 de consilieri):
|       | Partid                              | Consilieri | Componența Consiliului | Componența Consiliului | Componența Consiliului | Componența Consiliului | Componența Consiliului | Componența Consiliului | Componența Consiliului | Componența Consiliului | Componența Consiliului | Componența Consiliului | Componența Consiliului | Componența Consiliului | Componența Consiliului | Componența Consiliului | Componența Consiliului | Componența Consiliului |
| ----- | ----------------------------------- | ---------- | ---------------------- | ---------------------- | ---------------------- | ---------------------- | ---------------------- | ---------------------- | ---------------------- | ---------------------- | ---------------------- | ---------------------- | ---------------------- | ---------------------- | ---------------------- | ---------------------- | ---------------------- | ---------------------- |
| 53,3% | Uniunea Social-Liberală             | 16         |                        |                        |                        |                        |                        |                        |                        |                        |                        |                        |                        |                        |                        |                        |                        |                        |
| 36,7% | Partidul Democrat Liberal           | 11         |                        |                        |                        |                        |                        |                        |                        |                        |                        |                        |                        |                        |                        |                        |                        |                        |
| 10%   | Partidul Poporului – Dan Diaconescu | 3          |                        |                        |                        |                        |                        |                        |                        |                        |                        |                        |                        |                        |                        |                        |                        |                        |

#### Municipiul Tulcea
Constantin Hogea (PDL) a obținut un nou mandat de primar.
| Partidul Democrat-Liberal | Constantin Hogea   | 18.592 | 52.95% |
| Uniunea Social-Liberală   | Trifon Belacurencu | 10.603 | 30.20% |

Consiliul Local Tulcea
Componența Consiliului Local Tulcea (21 de consilieri):
|       | Partid                              | Consilieri | Componența Consiliului | Componența Consiliului | Componența Consiliului | Componența Consiliului | Componența Consiliului | Componența Consiliului | Componența Consiliului | Componența Consiliului | Componența Consiliului |
| ----- | ----------------------------------- | ---------- | ---------------------- | ---------------------- | ---------------------- | ---------------------- | ---------------------- | ---------------------- | ---------------------- | ---------------------- | ---------------------- |
| 42,9% | Partidul Democrat Liberal           | 9          |                        |                        |                        |                        |                        |                        |                        |                        |                        |
| 42,9% | Uniunea Social-Liberală             | 9          |                        |                        |                        |                        |                        |                        |                        |                        |                        |
| 14,2% | Partidul Poporului – Dan Diaconescu | 3          |                        |                        |                        |                        |                        |                        |                        |                        |                        |

### Județul Vaslui
Președinte al Consiliului Județean Vaslui ales prin vot este Dumitru Buzatu de la USL.
Consiliul Județean Vaslui
Componența Consiliului Județean Vaslui este de 32 de consilieri:
| %     | Partid                              | Consilieri | Componența Consiliului | Componența Consiliului | Componența Consiliului | Componența Consiliului | Componența Consiliului | Componența Consiliului | Componența Consiliului | Componența Consiliului | Componența Consiliului | Componența Consiliului | Componența Consiliului | Componența Consiliului | Componența Consiliului | Componența Consiliului | Componența Consiliului | Componența Consiliului | Componența Consiliului | Componența Consiliului | Componența Consiliului | Componența Consiliului |
| ----- | ----------------------------------- | ---------- | ---------------------- | ---------------------- | ---------------------- | ---------------------- | ---------------------- | ---------------------- | ---------------------- | ---------------------- | ---------------------- | ---------------------- | ---------------------- | ---------------------- | ---------------------- | ---------------------- | ---------------------- | ---------------------- | ---------------------- | ---------------------- | ---------------------- | ---------------------- |
| 62,5% | Uniunea Social-Liberală             | 20         |                        |                        |                        |                        |                        |                        |                        |                        |                        |                        |                        |                        |                        |                        |                        |                        |                        |                        |                        |                        |
| 25%   | Partidul Democrat Liberal           | 8          |                        |                        |                        |                        |                        |                        |                        |                        |                        |                        |                        |                        |                        |                        |                        |                        |                        |                        |                        |                        |
| 12,5% | Partidul Poporului – Dan Diaconescu | 4          |                        |                        |                        |                        |                        |                        |                        |                        |                        |                        |                        |                        |                        |                        |                        |                        |                        |                        |                        |                        |

#### Municipiul Vaslui
Primarul municipiului ales prin vot este Vasile Pavăl de la USL:
| Uniunea Social-Liberală   | Vasile Pavăl     | 19.718 | 78,38% |
| Partidul Democrat Liberal | Marius Arcăleanu | 2.263  | 8,99%  |

Consiliul Local Vaslui 

Componența Consiliului Local Vaslui este de 21 de consilieri:
| %   | Partid                              | Consilieri | Componența Consiliului | Componența Consiliului | Componența Consiliului | Componența Consiliului | Componența Consiliului | Componența Consiliului | Componența Consiliului | Componența Consiliului | Componența Consiliului | Componența Consiliului | Componența Consiliului | Componența Consiliului | Componența Consiliului | Componența Consiliului | Componența Consiliului | Componența Consiliului |
| --- | ----------------------------------- | ---------- | ---------------------- | ---------------------- | ---------------------- | ---------------------- | ---------------------- | ---------------------- | ---------------------- | ---------------------- | ---------------------- | ---------------------- | ---------------------- | ---------------------- | ---------------------- | ---------------------- | ---------------------- | ---------------------- |
| 79% | Uniunea Social-Liberală             | 16         |                        |                        |                        |                        |                        |                        |                        |                        |                        |                        |                        |                        |                        |                        |                        |                        |
| 8%  | Partidul Democrat Liberal           | 3          |                        |                        |                        |                        |                        |                        |                        |                        |                        |                        |                        |                        |                        |                        |                        |                        |
| 6%  | Partidul Poporului – Dan Diaconescu | 2          |                        |                        |                        |                        |                        |                        |                        |                        |                        |                        |                        |                        |                        |                        |                        |                        |

### Județul Vâlcea
Ion Cîlea (USL) este reales Președinte al Consiliului Județean Vâlcea.
Consiliul Județean Vâlcea
Componența Consiliului Județean Vâlcea (32 de consilieri):
|       | Partid                                      | Consilieri | Componența Consiliului | Componența Consiliului | Componența Consiliului | Componența Consiliului | Componența Consiliului | Componența Consiliului | Componența Consiliului | Componența Consiliului | Componența Consiliului | Componența Consiliului | Componența Consiliului | Componența Consiliului | Componența Consiliului | Componența Consiliului | Componența Consiliului | Componența Consiliului | Componența Consiliului | Componența Consiliului | Componența Consiliului | Componența Consiliului | Componența Consiliului |
| ----- | ------------------------------------------- | ---------- | ---------------------- | ---------------------- | ---------------------- | ---------------------- | ---------------------- | ---------------------- | ---------------------- | ---------------------- | ---------------------- | ---------------------- | ---------------------- | ---------------------- | ---------------------- | ---------------------- | ---------------------- | ---------------------- | ---------------------- | ---------------------- | ---------------------- | ---------------------- | ---------------------- |
| 65,6% | Uniunea Social-Liberală                     | 21         |                        |                        |                        |                        |                        |                        |                        |                        |                        |                        |                        |                        |                        |                        |                        |                        |                        |                        |                        |                        |                        |
| 18,8% | Partidul Democrat Liberal                   | 6          |                        |                        |                        |                        |                        |                        |                        |                        |                        |                        |                        |                        |                        |                        |                        |                        |                        |                        |                        |                        |                        |
| 9,4%  | Partidul Poporului – Dan Diaconescu         | 3          |                        |                        |                        |                        |                        |                        |                        |                        |                        |                        |                        |                        |                        |                        |                        |                        |                        |                        |                        |                        |                        |
| 6,2%  | Uniunea Națională pentru Progresul României | 2          |                        |                        |                        |                        |                        |                        |                        |                        |                        |                        |                        |                        |                        |                        |                        |                        |                        |                        |                        |                        |                        |

#### Municipiul Râmnicu Vâlcea
Emilian Frâncu (USL) câștigă mandatul de primar al municipiului.
| Uniunea Social-Liberală   | Emilian Frâncu  | 20.820 | 41.19% |
| Partidul Democrat-Liberal | Romeo Rădulescu | 12.700 | 25.12% |

Consiliul Local Râmnicu Vâlcea
Componența Consiliului Local Râmnicu Vâlcea (23 de consilieri):
|       | Partid                                      | Consilieri | Componența Consiliului | Componența Consiliului | Componența Consiliului | Componența Consiliului | Componența Consiliului | Componența Consiliului | Componența Consiliului | Componența Consiliului | Componența Consiliului | Componența Consiliului | Componența Consiliului | Componența Consiliului |
| ----- | ------------------------------------------- | ---------- | ---------------------- | ---------------------- | ---------------------- | ---------------------- | ---------------------- | ---------------------- | ---------------------- | ---------------------- | ---------------------- | ---------------------- | ---------------------- | ---------------------- |
| 52,2% | Uniunea Social-Liberală                     | 12         |                        |                        |                        |                        |                        |                        |                        |                        |                        |                        |                        |                        |
| 21,7% | Partidul Democrat Liberal                   | 5          |                        |                        |                        |                        |                        |                        |                        |                        |                        |                        |                        |                        |
| 8,7%  | Uniunea Națională pentru Progresul României | 4          |                        |                        |                        |                        |                        |                        |                        |                        |                        |                        |                        |                        |
| 7,4%  | Partidul Poporului – Dan Diaconescu         | 2          |                        |                        |                        |                        |                        |                        |                        |                        |                        |                        |                        |                        |

### Județul Vrancea
Marian Oprișan (USL) este reconfirmat ca Președinte al Consiliului Județean Vrancea. 
Consiliul Județean Vrancea
Componența Consiliului Județean Vrancea (32 de consilieri):
|       | Partid                                     | Consilieri | Componența Consiliului | Componența Consiliului | Componența Consiliului | Componența Consiliului | Componența Consiliului | Componența Consiliului | Componența Consiliului | Componența Consiliului | Componența Consiliului | Componența Consiliului | Componența Consiliului | Componența Consiliului | Componența Consiliului | Componența Consiliului | Componența Consiliului | Componența Consiliului | Componența Consiliului | Componența Consiliului | Componența Consiliului | Componența Consiliului | Componența Consiliului |
| ----- | ------------------------------------------ | ---------- | ---------------------- | ---------------------- | ---------------------- | ---------------------- | ---------------------- | ---------------------- | ---------------------- | ---------------------- | ---------------------- | ---------------------- | ---------------------- | ---------------------- | ---------------------- | ---------------------- | ---------------------- | ---------------------- | ---------------------- | ---------------------- | ---------------------- | ---------------------- | ---------------------- |
| 65,6% | Uniunea Social-Liberală                    | 21         |                        |                        |                        |                        |                        |                        |                        |                        |                        |                        |                        |                        |                        |                        |                        |                        |                        |                        |                        |                        |                        |
| 21,9% | Alianța pentru Vrancea(PDL+UNPR+PNȚCD+PER) | 7          |                        |                        |                        |                        |                        |                        |                        |                        |                        |                        |                        |                        |                        |                        |                        |                        |                        |                        |                        |                        |                        |
| 12,5% | Partidul Poporului – Dan Diaconescu        | 4          |                        |                        |                        |                        |                        |                        |                        |                        |                        |                        |                        |                        |                        |                        |                        |                        |                        |                        |                        |                        |                        |

#### Municipiul Focșani
Decebal Bacinschi (USL) câștigă un nou mandat de primar al municipiului.
| Uniunea Social-Liberală                    | Decebal Bacinschi | 17.781 | 53.98% |
| Alianța pentru Vrancea(PDL+UNPR+PNȚCD+PER) | Alin Trășculescu  | 6.929  | 21.03% |

Consiliul Local Focșani
Componența Consiliului Local Focșani (21 de consilieri):
|       | Partid                                     | Consilieri | Componența Consiliului | Componența Consiliului | Componența Consiliului | Componența Consiliului | Componența Consiliului | Componența Consiliului | Componența Consiliului | Componența Consiliului | Componența Consiliului | Componența Consiliului | Componența Consiliului | Componența Consiliului | Componența Consiliului | Componența Consiliului |
| ----- | ------------------------------------------ | ---------- | ---------------------- | ---------------------- | ---------------------- | ---------------------- | ---------------------- | ---------------------- | ---------------------- | ---------------------- | ---------------------- | ---------------------- | ---------------------- | ---------------------- | ---------------------- | ---------------------- |
| 66,7% | Uniunea Social-Liberală                    | 14         |                        |                        |                        |                        |                        |                        |                        |                        |                        |                        |                        |                        |                        |                        |
| 19%   | Alianța pentru Vrancea(PDL+UNPR+PNȚCD+PER) | 4          |                        |                        |                        |                        |                        |                        |                        |                        |                        |                        |                        |                        |                        |                        |
| 14,3% | Partidul Poporului – Dan Diaconescu        | 3          |                        |                        |                        |                        |                        |                        |                        |                        |                        |                        |                        |                        |                        |                        |

### Municipiul București
Primarul general al Municipiul București este Sorin Oprescu.
| Independent (sprijinit de USL)      | Sorin Oprescu       |  | 54,79% |
| Partidul Democrat-Liberal           | Silviu Prigoană     |  | 17,12% |
| Partidul Poporului – Dan Diaconescu | Horia Vasile Mocanu |  | 9,05%  |

| Candidați sectoare București                | Candidați sectoare București | Candidați sectoare București | Candidați sectoare București | Candidați sectoare București    | Candidați sectoare București     | Candidați sectoare București |
| Partid                                      | Sector 1                     | Sector 2                     | Sector 3                     | Sector 4                        | Sector 5                         | Sector 6                     |
| ------------------------------------------- | ---------------------------- | ---------------------------- | ---------------------------- | ------------------------------- | -------------------------------- | ---------------------------- |
| Uniunea Social-Liberală                     | Andrei Chiliman 74.26%       | Dragoș Frumosu 28.78%        | Robert Negoiță 56.47%        | Cristian Popescu Piedone 80.31% | Marian Vanghelie 54.84%          | Rareș Mănescu 50%            |
| Uniunea Națională pentru Progresul României | Liviu Goncea 0.46%           | Neculai Onțanu 47.77%        | Iulian Popescu 1.4%          | Răzvan Costache 0.66%           | Corin Romanescu 8.48%            | Constantin Tomescu 2.88%     |
| Partidul Democrat-Liberal                   | Theodor Paleologu 14.27%     | Lucian Iliescu 9.6%          | Liviu Negoiță 29.26%         | Sulfina Barbu 8.34%             | Mihai Cristian Atănăsoaei 11.05% | Cristian Poteraș 20.31%      |

Consiliul General al Municipiului București 

Componența Consiliului General al Municipiului București este de 55 de consilieri:
| %     | Partid                              | Consilieri | Componența Consiliului | Componența Consiliului | Componența Consiliului | Componența Consiliului | Componența Consiliului | Componența Consiliului | Componența Consiliului | Componența Consiliului | Componența Consiliului | Componența Consiliului | Componența Consiliului | Componența Consiliului | Componența Consiliului | Componența Consiliului | Componența Consiliului | Componența Consiliului | Componența Consiliului | Componența Consiliului | Componența Consiliului | Componența Consiliului | Componența Consiliului | Componența Consiliului | Componența Consiliului | Componența Consiliului | Componența Consiliului | Componența Consiliului | Componența Consiliului | Componența Consiliului | Componența Consiliului | Componența Consiliului | Componența Consiliului | Componența Consiliului | Componența Consiliului | Componența Consiliului | Componența Consiliului | Componența Consiliului | Componența Consiliului |
| ----- | ----------------------------------- | ---------- | ---------------------- | ---------------------- | ---------------------- | ---------------------- | ---------------------- | ---------------------- | ---------------------- | ---------------------- | ---------------------- | ---------------------- | ---------------------- | ---------------------- | ---------------------- | ---------------------- | ---------------------- | ---------------------- | ---------------------- | ---------------------- | ---------------------- | ---------------------- | ---------------------- | ---------------------- | ---------------------- | ---------------------- | ---------------------- | ---------------------- | ---------------------- | ---------------------- | ---------------------- | ---------------------- | ---------------------- | ---------------------- | ---------------------- | ---------------------- | ---------------------- | ---------------------- | ---------------------- |
| 67,3% | Uniunea Social-Liberală             | 37         |                        |                        |                        |                        |                        |                        |                        |                        |                        |                        |                        |                        |                        |                        |                        |                        |                        |                        |                        |                        |                        |                        |                        |                        |                        |                        |                        |                        |                        |                        |                        |                        |                        |                        |                        |                        |                        |
| 20%   | Partidul Democrat Liberal           | 11         |                        |                        |                        |                        |                        |                        |                        |                        |                        |                        |                        |                        |                        |                        |                        |                        |                        |                        |                        |                        |                        |                        |                        |                        |                        |                        |                        |                        |                        |                        |                        |                        |                        |                        |                        |                        |                        |
| 12,7% | Partidul Poporului – Dan Diaconescu | 7          |                        |                        |                        |                        |                        |                        |                        |                        |                        |                        |                        |                        |                        |                        |                        |                        |                        |                        |                        |                        |                        |                        |                        |                        |                        |                        |                        |                        |                        |                        |                        |                        |                        |                        |                        |                        |                        |

#### Sectorul 1
Primarul Sectorului 1 ales prin vot este Andrei Chiliman de la USL.
Consiliul Sectorului 1 

Componența Consiliului Sectorului 1 este de 27 de consilieri:
| %     | Partid                              | Consilieri | Componența Consiliului | Componența Consiliului | Componența Consiliului | Componența Consiliului | Componența Consiliului | Componența Consiliului | Componența Consiliului | Componența Consiliului | Componența Consiliului | Componența Consiliului | Componența Consiliului | Componența Consiliului | Componența Consiliului | Componența Consiliului | Componența Consiliului | Componența Consiliului | Componența Consiliului | Componența Consiliului | Componența Consiliului |
| ----- | ----------------------------------- | ---------- | ---------------------- | ---------------------- | ---------------------- | ---------------------- | ---------------------- | ---------------------- | ---------------------- | ---------------------- | ---------------------- | ---------------------- | ---------------------- | ---------------------- | ---------------------- | ---------------------- | ---------------------- | ---------------------- | ---------------------- | ---------------------- | ---------------------- |
| 70,4% | Uniunea Social-Liberală             | 19         |                        |                        |                        |                        |                        |                        |                        |                        |                        |                        |                        |                        |                        |                        |                        |                        |                        |                        |                        |
| 18,5% | Partidul Democrat Liberal           | 5          |                        |                        |                        |                        |                        |                        |                        |                        |                        |                        |                        |                        |                        |                        |                        |                        |                        |                        |                        |
| 11,1% | Partidul Poporului – Dan Diaconescu | 3          |                        |                        |                        |                        |                        |                        |                        |                        |                        |                        |                        |                        |                        |                        |                        |                        |                        |                        |                        |

#### Sectorul 2
Primarul Sectorului 2 ales prin vot este Neculai Onțanu de la UNPR.
Consiliul Sectorului 2 

Componența Consiliului Sectorului 2 este de 27 de consilieri:
| %     | Partid                                      | Consilieri | Componența Consiliului | Componența Consiliului | Componența Consiliului | Componența Consiliului | Componența Consiliului | Componența Consiliului | Componența Consiliului | Componența Consiliului | Componența Consiliului | Componența Consiliului | Componența Consiliului | Componența Consiliului | Componența Consiliului | Componența Consiliului |
| ----- | ------------------------------------------- | ---------- | ---------------------- | ---------------------- | ---------------------- | ---------------------- | ---------------------- | ---------------------- | ---------------------- | ---------------------- | ---------------------- | ---------------------- | ---------------------- | ---------------------- | ---------------------- | ---------------------- |
| 51,9% | Uniunea Social-Liberală                     | 14         |                        |                        |                        |                        |                        |                        |                        |                        |                        |                        |                        |                        |                        |                        |
| 18,5% | Partidul Democrat Liberal                   | 5          |                        |                        |                        |                        |                        |                        |                        |                        |                        |                        |                        |                        |                        |                        |
| 18,5% | Uniunea Națională pentru Progresul României | 5          |                        |                        |                        |                        |                        |                        |                        |                        |                        |                        |                        |                        |                        |                        |
| 11,1% | Partidul Poporului – Dan Diaconescu         | 3          |                        |                        |                        |                        |                        |                        |                        |                        |                        |                        |                        |                        |                        |                        |

#### Sectorul 3
Primarul Sectorului 3 ales prin vot este Robert Negoiță de la USL.
Consiliul Sectorului 3 

Componența Consiliului Sectorului 3 este de 31 de consilieri:
| %     | Partid                              | Consilieri | Componența Consiliului | Componența Consiliului | Componența Consiliului | Componența Consiliului | Componența Consiliului | Componența Consiliului | Componența Consiliului | Componența Consiliului | Componența Consiliului | Componența Consiliului | Componența Consiliului | Componența Consiliului | Componența Consiliului | Componența Consiliului | Componența Consiliului | Componența Consiliului | Componența Consiliului | Componența Consiliului | Componența Consiliului | Componența Consiliului |
| ----- | ----------------------------------- | ---------- | ---------------------- | ---------------------- | ---------------------- | ---------------------- | ---------------------- | ---------------------- | ---------------------- | ---------------------- | ---------------------- | ---------------------- | ---------------------- | ---------------------- | ---------------------- | ---------------------- | ---------------------- | ---------------------- | ---------------------- | ---------------------- | ---------------------- | ---------------------- |
| 64,5% | Uniunea Social-Liberală             | 20         |                        |                        |                        |                        |                        |                        |                        |                        |                        |                        |                        |                        |                        |                        |                        |                        |                        |                        |                        |                        |
| 22,6% | Partidul Democrat Liberal           | 7          |                        |                        |                        |                        |                        |                        |                        |                        |                        |                        |                        |                        |                        |                        |                        |                        |                        |                        |                        |                        |
| 12,9% | Partidul Poporului – Dan Diaconescu | 4          |                        |                        |                        |                        |                        |                        |                        |                        |                        |                        |                        |                        |                        |                        |                        |                        |                        |                        |                        |                        |

#### Sectorul 4
Primarul Sectorului 4 ales prin vot este Cristian Popescu Piedone de la USL.
Consiliul Sectorului 4 

Componența Consiliului Sectorului 4 este de 27 de consilieri:
| %     | Partid                              | Consilieri | Componența Consiliului | Componența Consiliului | Componența Consiliului | Componența Consiliului | Componența Consiliului | Componența Consiliului | Componența Consiliului | Componența Consiliului | Componența Consiliului | Componența Consiliului | Componența Consiliului | Componența Consiliului | Componența Consiliului | Componența Consiliului | Componența Consiliului | Componența Consiliului | Componența Consiliului | Componența Consiliului | Componența Consiliului | Componența Consiliului |
| ----- | ----------------------------------- | ---------- | ---------------------- | ---------------------- | ---------------------- | ---------------------- | ---------------------- | ---------------------- | ---------------------- | ---------------------- | ---------------------- | ---------------------- | ---------------------- | ---------------------- | ---------------------- | ---------------------- | ---------------------- | ---------------------- | ---------------------- | ---------------------- | ---------------------- | ---------------------- |
| 74%   | Uniunea Social-Liberală             | 20         |                        |                        |                        |                        |                        |                        |                        |                        |                        |                        |                        |                        |                        |                        |                        |                        |                        |                        |                        |                        |
| 14,9% | Partidul Democrat Liberal           | 4          |                        |                        |                        |                        |                        |                        |                        |                        |                        |                        |                        |                        |                        |                        |                        |                        |                        |                        |                        |                        |
| 11,1% | Partidul Poporului – Dan Diaconescu | 3          |                        |                        |                        |                        |                        |                        |                        |                        |                        |                        |                        |                        |                        |                        |                        |                        |                        |                        |                        |                        |

#### Sectorul 5
Primarul Sectorului 5 ales prin vot este Marian Vanghelie de la USL.
Consiliul Sectorului 5 

Componența Consiliului Sectorului 5 este de 27 de consilieri:
| %     | Partid                              | Consilieri | Componența Consiliului | Componența Consiliului | Componența Consiliului | Componența Consiliului | Componența Consiliului | Componența Consiliului | Componența Consiliului | Componența Consiliului | Componența Consiliului | Componența Consiliului | Componența Consiliului | Componența Consiliului | Componența Consiliului | Componența Consiliului | Componența Consiliului | Componența Consiliului | Componența Consiliului | Componența Consiliului |
| ----- | ----------------------------------- | ---------- | ---------------------- | ---------------------- | ---------------------- | ---------------------- | ---------------------- | ---------------------- | ---------------------- | ---------------------- | ---------------------- | ---------------------- | ---------------------- | ---------------------- | ---------------------- | ---------------------- | ---------------------- | ---------------------- | ---------------------- | ---------------------- |
| 66,7% | Uniunea Social-Liberală             | 18         |                        |                        |                        |                        |                        |                        |                        |                        |                        |                        |                        |                        |                        |                        |                        |                        |                        |                        |
| 18,5% | Partidul Democrat Liberal           | 5          |                        |                        |                        |                        |                        |                        |                        |                        |                        |                        |                        |                        |                        |                        |                        |                        |                        |                        |
| 14,8% | Partidul Poporului – Dan Diaconescu | 4          |                        |                        |                        |                        |                        |                        |                        |                        |                        |                        |                        |                        |                        |                        |                        |                        |                        |                        |

#### Sectorul 6
Primarul Sectorului 6 ales prin vot este Rareș Mănescu de la USL.
Consiliul Sectorului 6 
 
Componența Consiliului Sectorului 6 este de 27 de consilieri:
| %     | Partid                              | Consilieri | Componența Consiliului | Componența Consiliului | Componența Consiliului | Componența Consiliului | Componența Consiliului | Componența Consiliului | Componența Consiliului | Componența Consiliului | Componența Consiliului | Componența Consiliului | Componența Consiliului | Componența Consiliului | Componența Consiliului | Componența Consiliului | Componența Consiliului | Componența Consiliului | Componența Consiliului | Componența Consiliului |
| ----- | ----------------------------------- | ---------- | ---------------------- | ---------------------- | ---------------------- | ---------------------- | ---------------------- | ---------------------- | ---------------------- | ---------------------- | ---------------------- | ---------------------- | ---------------------- | ---------------------- | ---------------------- | ---------------------- | ---------------------- | ---------------------- | ---------------------- | ---------------------- |
| 66,7% | Uniunea Social-Liberală             | 18         |                        |                        |                        |                        |                        |                        |                        |                        |                        |                        |                        |                        |                        |                        |                        |                        |                        |                        |
| 22,2% | Partidul Democrat Liberal           | 6          |                        |                        |                        |                        |                        |                        |                        |                        |                        |                        |                        |                        |                        |                        |                        |                        |                        |                        |
| 11,1% | Partidul Poporului – Dan Diaconescu | 3          |                        |                        |                        |                        |                        |                        |                        |                        |                        |                        |                        |                        |                        |                        |                        |                        |                        |                        |

## Prezența la vot

### Până la ora 10
În data de 10 iunie, până la ora 10, și-au exprimat prin vot alegerea, 8,99% din numărul alegătorilor înscriși în listele electorale: 7,81% în mediul urban și 10,60% în mediul rural. În 24 de județe, prezența la vot a fost superioară mediei calculate la nivel național. Până atunci, cele mai mari procente s-au înregistrat în:
1. Județul Ilfov (12,93%)
2. Județul Teleorman (12,89%)
3. Județul Dâmbovița (12,72%)
4. Județul Giurgiu (12,30%)
5. Județul Olt (12,16%)

Participarea cea mai redusă a cetățenilor la votare, s-a înregistrat până la ora 10, în:
1. Județul Maramureș (5,51%)
2. Județul Bistrița Năsăud (6,17%)
3. Județul Satu Mare (7%)
4. Județul Cluj (7,16%)
5. Județul Sălaj (7,41%)

În Municipiul București prezența la vot, până la ora 10, a fost de 6,87%, situația pe sector fiind următoarea:
1. Sectorul 1 (7,64%)
2. Sectorul 2 (6,87%)
3. Sectorul 3 (6,30%)
4. Sectorul 4 (6,74%)
5. Sectorul 5 (7,22%)
6. Sectorul 6 (6,91%)

### Până la ora 14
În data de 10 iunie, până la ora 14, și-au exprimat prin vot alegerea, 27,69% din numărul alegătorilor înscriși în listele electorale: 24,72% în mediul urban și 31,74% în mediul rural. În 23 de județe, prezența la vot a fost superioară mediei calculate la nivel național. Până atunci, cele mai mari procente s-au înregistrat în:
1. Județul Ilfov (35,64%)
2. Județul Dâmbovița (34,68%)
3. Județul Giurgiu (34,09%)
4. Județul Teleorman (32,80%)
5. Județul Prahova (31,19%)

Participarea cea mai redusă a cetățenilor la votare, s-a înregistrat până la ora 14, în:
1. Județul Timiș (23,08%)
2. Județul Maramureș (23,15%)
3. Județul Arad (24,70%)
4. Județul Satu Mare (25,63%)
5. Județul Bistrița Năsăud (25,64%)

În Municipiul București prezența la vot, până la ora 14, a fost de 21,99%, situația pe sector fiind următoarea:
1. Sectorul 1 (24,15%)
2. Sectorul 2 (21,96%)
3. Sectorul 3 (20,09%)
4. Sectorul 4 (22,49%)
5. Sectorul 5 (21,59%)
6. Sectorul 6 (22,87%)

### Până la ora 17
În data de 10 iunie, până la ora 17, și-au exprimat prin vot alegerea, 39,01% din numărul alegătorilor înscriși în listele electorale: 33,55% în mediul urban și 46,47% în mediul rural. În 26 de județe, prezența la vot a fost superioară mediei calculate la nivel național. Până atunci, cele mai mari procente s-au înregistrat în:
1. Județul Ilfov (49,23%)
2. Județul Giurgiu (48,07%)
3. Județul Dâmbovița (46,52%)
4. Județul Botoșani (45,48%)
5. Județul Teleorman (44,21%)

Participarea cea mai redusă a cetățenilor la votare, s-a înregistrat până la ora 17, în:
1. Județul Timiș (32,34%)
2. Județul Galați (35,62%)
3. Județul Maramureș (36,27%)
4. Județul Arad (36,30%)
5. Județul Iași (36,36%)

În Municipiul București prezența la vot, până la ora 17, a fost de 28,99%, situația pe sector fiind următoarea:
1. Sectorul 1 (31,65%)
2. Sectorul 2 (29,05%)
3. Sectorul 3 (26,32%)
4. Sectorul 4 (29,27%)
5. Sectorul 5 (29,20%)
6. Sectorul 6 (30,12%)

### Până la ora 21
În data de 10 iunie, până la ora 21, și-au exprimat prin vot alegerea, 56,39% din numărul alegătorilor înscriși în listele electorale: 49,88% în mediul urban și 65,30% în mediul rural. În 24 de județe, prezența la vot a fost superioară mediei calculate la nivel național. Până atunci, cele mai mari procente s-au înregistrat în:
1. Județul Giurgiu (72,30%)
2. Județul Ilfov (68,76%)
3. Județul Dâmbovița (65,62%)
4. Județul Olt (65,42%)
5. Județul Teleorman (64,81%)

Participarea cea mai redusă a cetățenilor la votare, s-a înregistrat până la ora 21, în:
1. Județul Timiș (49,33%)
2. Județul Iași (50,98%)
3. Județul Maramureș (52,09%)
4. Județul Bacău (52,31%)
5. Județul Vaslui (53,48%)

În Municipiul București prezența la vot, până la ora 17, a fost de 28,99%, situația pe sector fiind următoarea:
1. Sectorul 1 (47,04%)
2. Sectorul 2 (44,26%)
3. Sectorul 3 (40,52%)
4. Sectorul 4 (45,18%)
5. Sectorul 5 (45,37%)
6. Sectorul 6 (45,43%)

## Cazuri inedite
În județul Galați, există două cazuri când, atât soțul, cât și soția, au fost aleși primari, fiecare în câte o localitate.
Astfel, soții familiei Țuchel au câștigat primăriile din Tecuci (soțul) și Țepu (soția).
La fel și pentru soții Lenuța și Nelu Munteanu, candidați PSD-USL, când soțul devine primar la Foltești, iar soția la Frumușița.
În comuna Uileacu de Beiuș, Bihor, Ioan Balint (PNL), care era primar de 28 de ani, a fost detronat de Mihaela Sabău (PSD) la o diferență de numai 28 de voturi.
În Coșești, Argeș, Elisabeta Tudose, singura femeie primar din județul Argeș, a fost realeasă. Ea a ocupat acestă funcție încă din 1979.
Adrian Mladin (UNPR), primarul comunei Jilava, Ilfov, a obținut un nou mandat, deși se afla în arest preventiv chiar în închisoarea din localitate.
Un alt caz inedit este cel al lui Ionel Farcaș (PNL), care a fost primar la Apahida, Cluj timp de 38 de ani, primarul cel mai longeviv din România, și a pierdut la aceste alegeri.